# Bad Nauheim
Bad Nauheim (bis 1869 Nauheim) ist eine Kurstadt und nach Bad Vilbel mit rund 33.000 Einwohnern die zweitgrößte Stadt im hessischen Wetteraukreis.

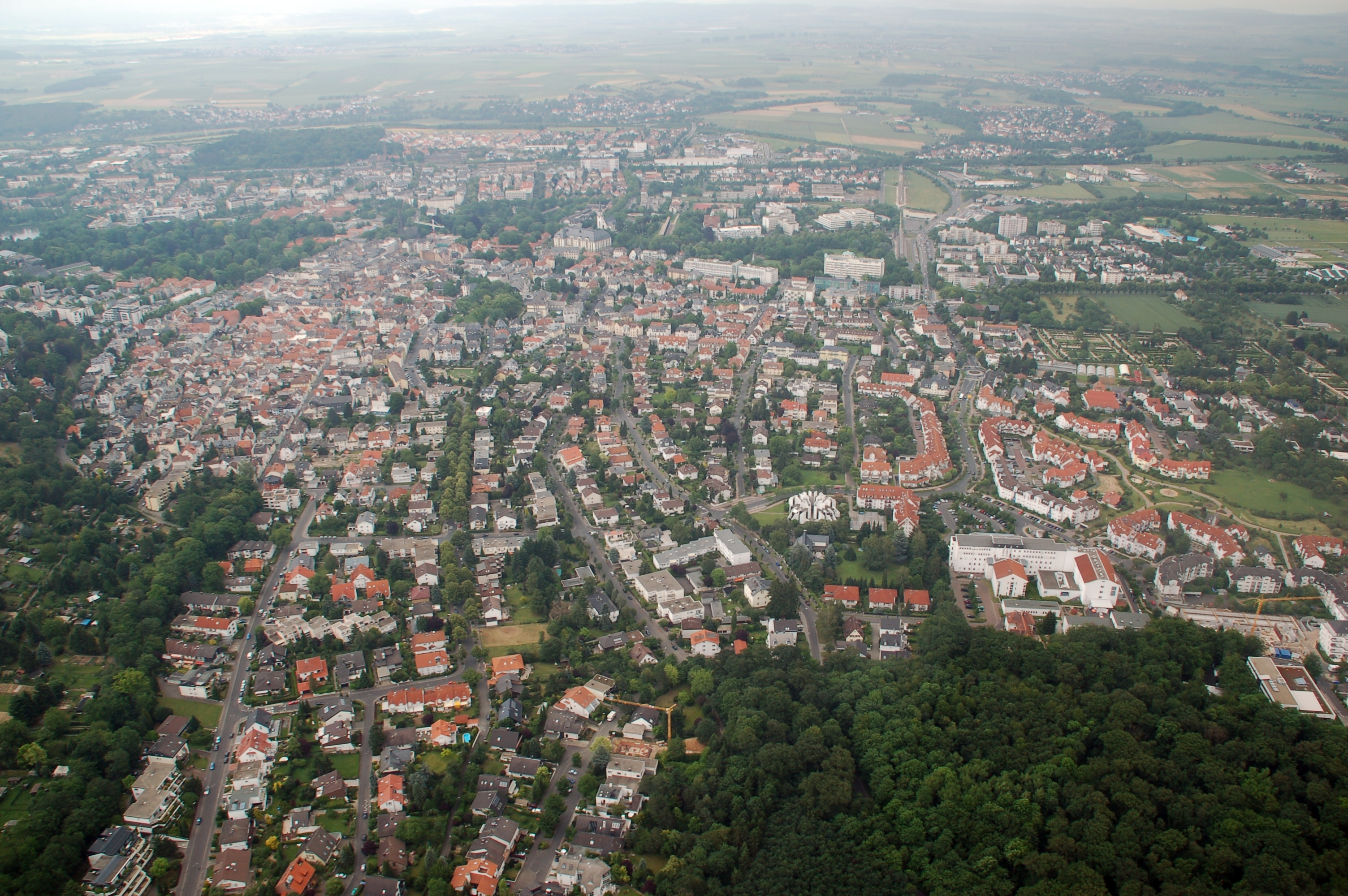
Luftaufnahme 2007

## Geografie

### Lage
Die Stadt liegt auf einer Höhe von 148 m ü. NHN, 28 Kilometer (Luftlinie) nördlich von Frankfurt am Main, am Ostrand des Taunus. Sie wird von der Wetter und der Usa durchflossen.

### Stadtgliederung
Bad Nauheim gliedert sich in die Kernstadt, Nieder-Mörlen, Rödgen, Schwalheim, Steinfurth und Wisselsheim.

### Nachbargemeinden
Bad Nauheim grenzt im Norden an die Gemeinde Rockenberg, im Osten an die Gemeinde Wölfersheim, im Süden an die Kreisstadt Friedberg, mit der sie gemeinsam ein Mittelzentrum mit oberzentralen Teilfunktionen bildet, sowie im Westen an die Gemeinde Ober-Mörlen (alle im Wetteraukreis).

## Geschichte

### Vorgeschichte und Antike

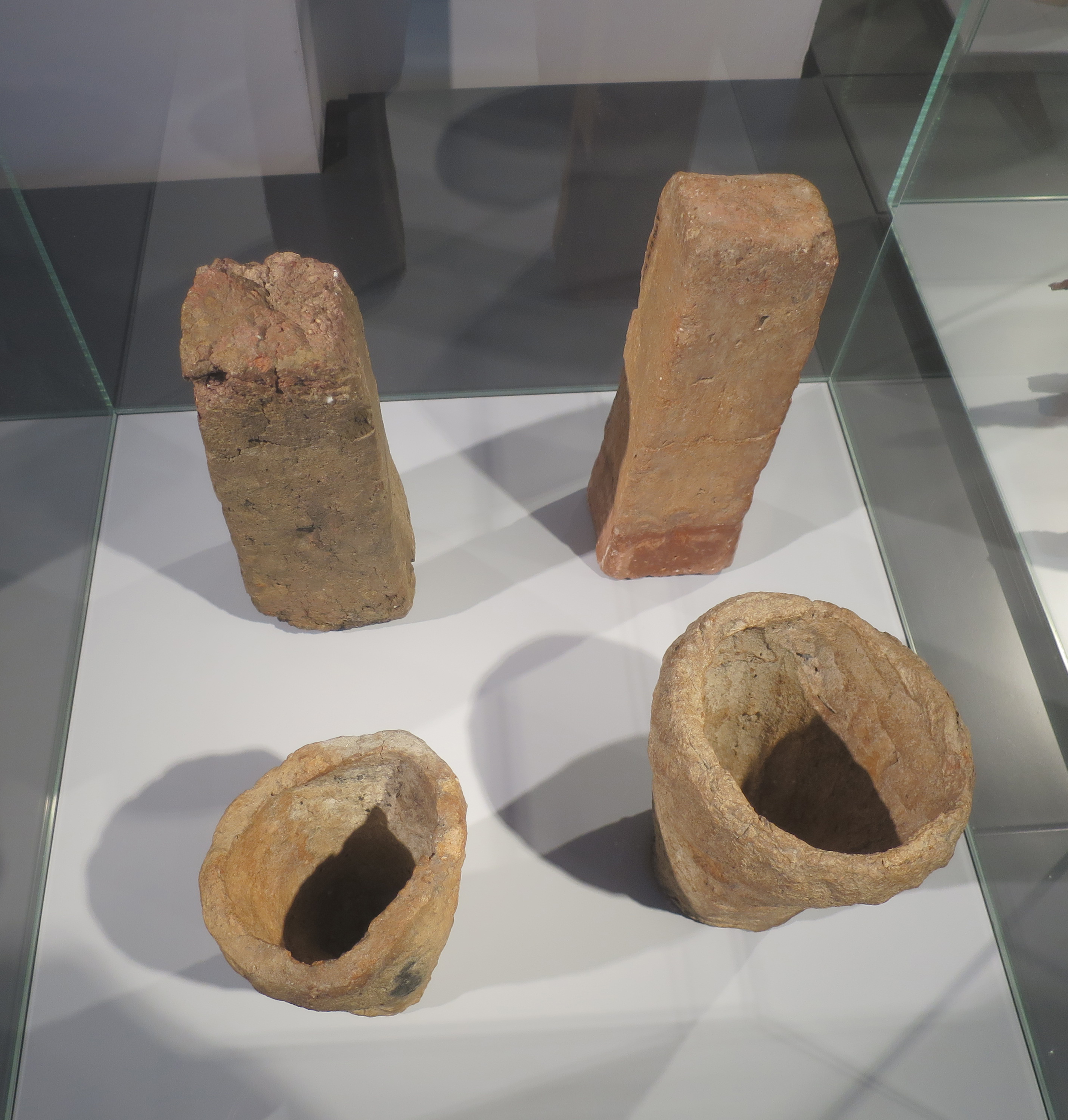
Briquetage aus der keltisch / römischen Saline von Bad Nauheim

Seit der Steinzeit sind im Umkreis der Bad Nauheimer Solequellen Siedlungsspuren nachgewiesen. Die Siedlung wurde sehr bedeutend, als die Kelten aus der Sole systematisch Salz gewannen. Bei archäologischen Ausgrabungen im Zentrum der Stadt wurden Teile einer riesigen keltischen Salinenanlage freigelegt. Deren durch den Salzgehalt des Bodens gut konservierte hölzerne Leitungs- und Beckensysteme dokumentieren eine Salzgewinnung in nahezu industrieller Produktionsweise.
Auch während der römischen Zeit hatte Bad Nauheim Bedeutung. Die Saline wurde weiter genutzt. Im Bereich der späteren Stadt wurden ein Kastell und auf dem Johannisberg ein Signalturm errichtet, der den Limes mit dem Kastell Friedberg verband.

### Mittelalter
Die älteste erhaltene Erwähnung von Nauheim als Niwiheim befindet sich in einem Zinsregister des Klosters Seligenstadt aus der Zeit um 900. Im 14. Jahrhundert wurde die Saline erstmals erwähnt. Ursprünglich wohl Falkensteiner Besitz, gehört es noch vor 1304 zur Herrschaft Hanau, später: Grafschaft Hanau, dann Grafschaft Hanau-Münzenberg. 1478 kamen alle in Nauheim noch bestehenden Rechte des Klosters Seligenstadt als Kompensation für Schulden, die das Kloster bei Graf Philipp I. von Hanau-Münzenberg hatte, zur Grafschaft Hanau-Münzenberg. Hier wurde Nauheim 1597 dem neu gebildeten Amt Dorheim zugeschlagen.
Im Jahre 1231 wurde erstmals von einem Pfarrer berichtet, 1307 von einer eigenständigen Pfarrei. Kirchliche Mittelbehörde der im Erzbistum Mainz gelegenen Gemeinde war das Archidiakonat von St. Maria ad Gradus in Mainz, Dekanat Friedberg. Das Patronatsrecht hatte zunächst das Kloster Seligenstadt inne, ab 1255 das Mainzer Domkapitel.

### Neuzeit

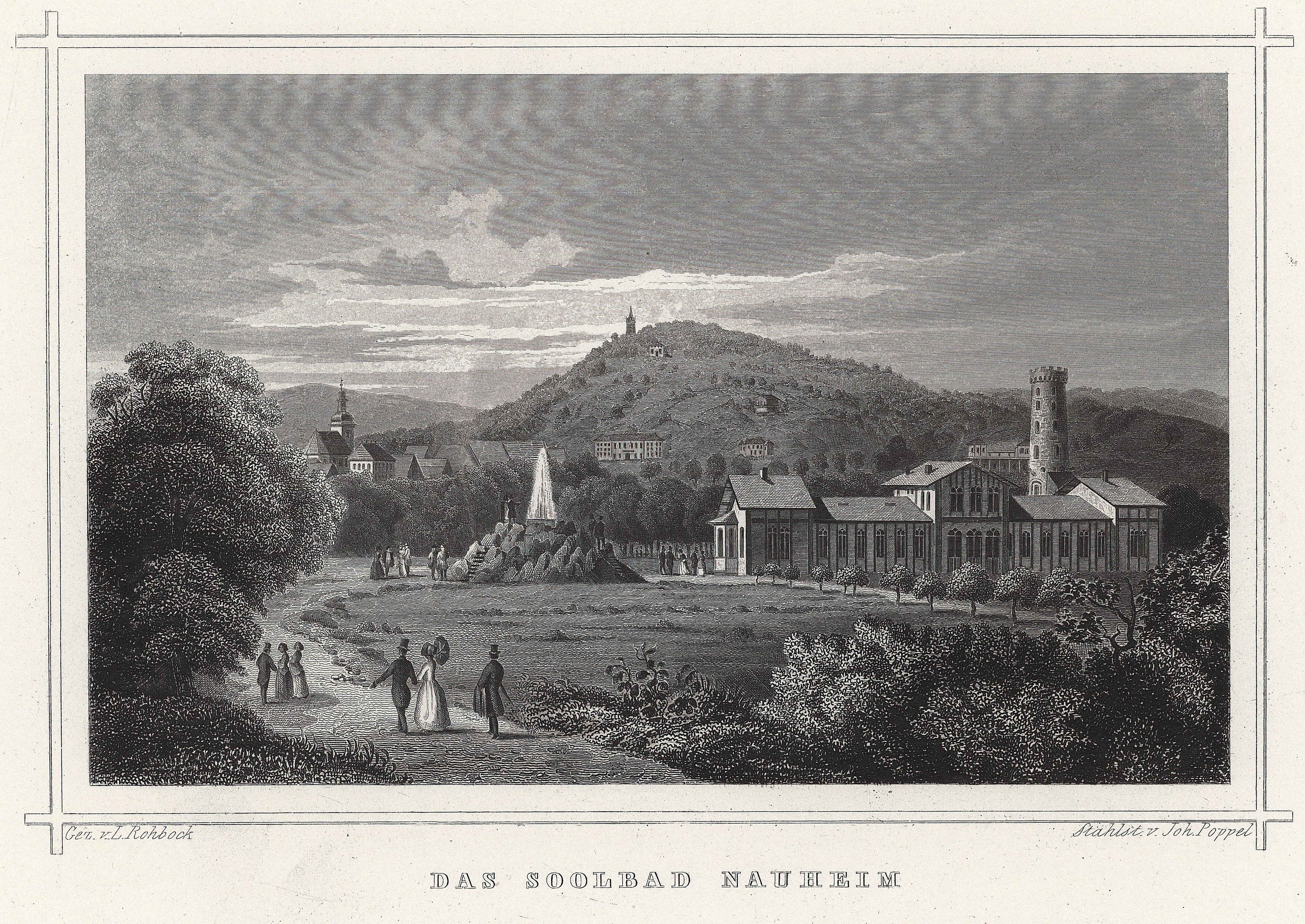
Blick auf Bad Nauheim im 19. Jahrhundert

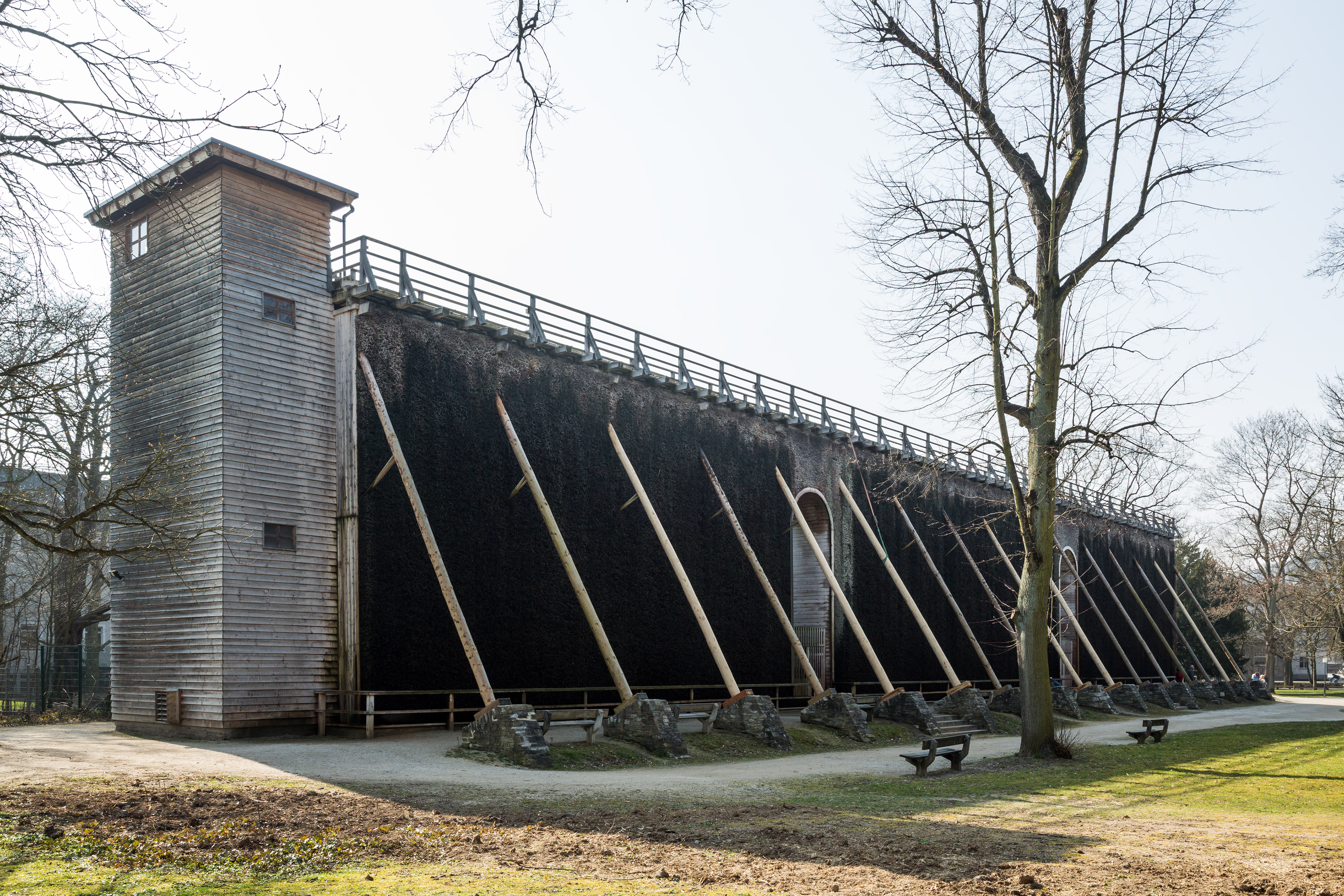
Gradierbau I, eines der fünf noch erhaltenen Gradierwerke

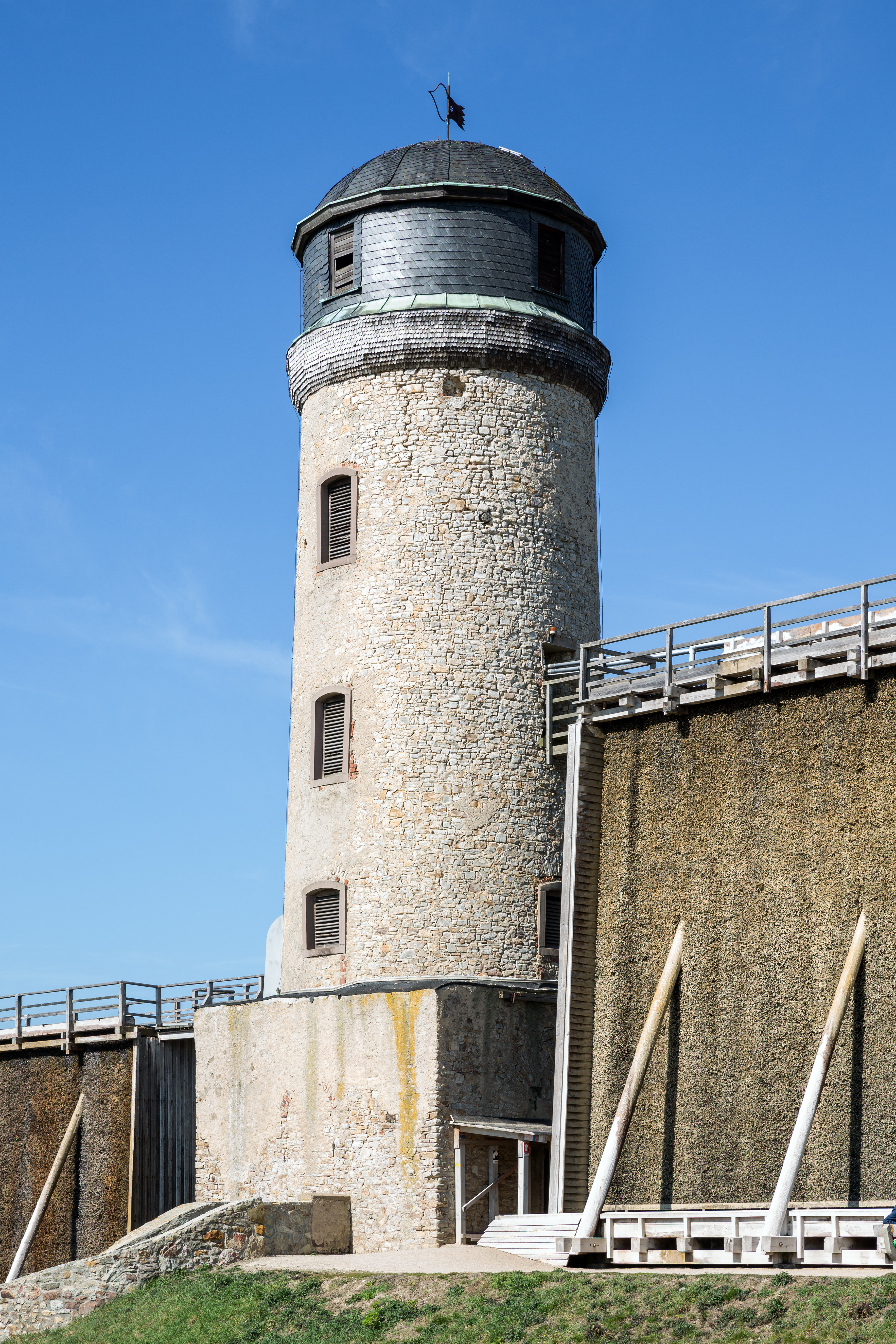
Windmühlenturm zwischen den Gradierbauten IV/V, der sogenannten Langen Wand

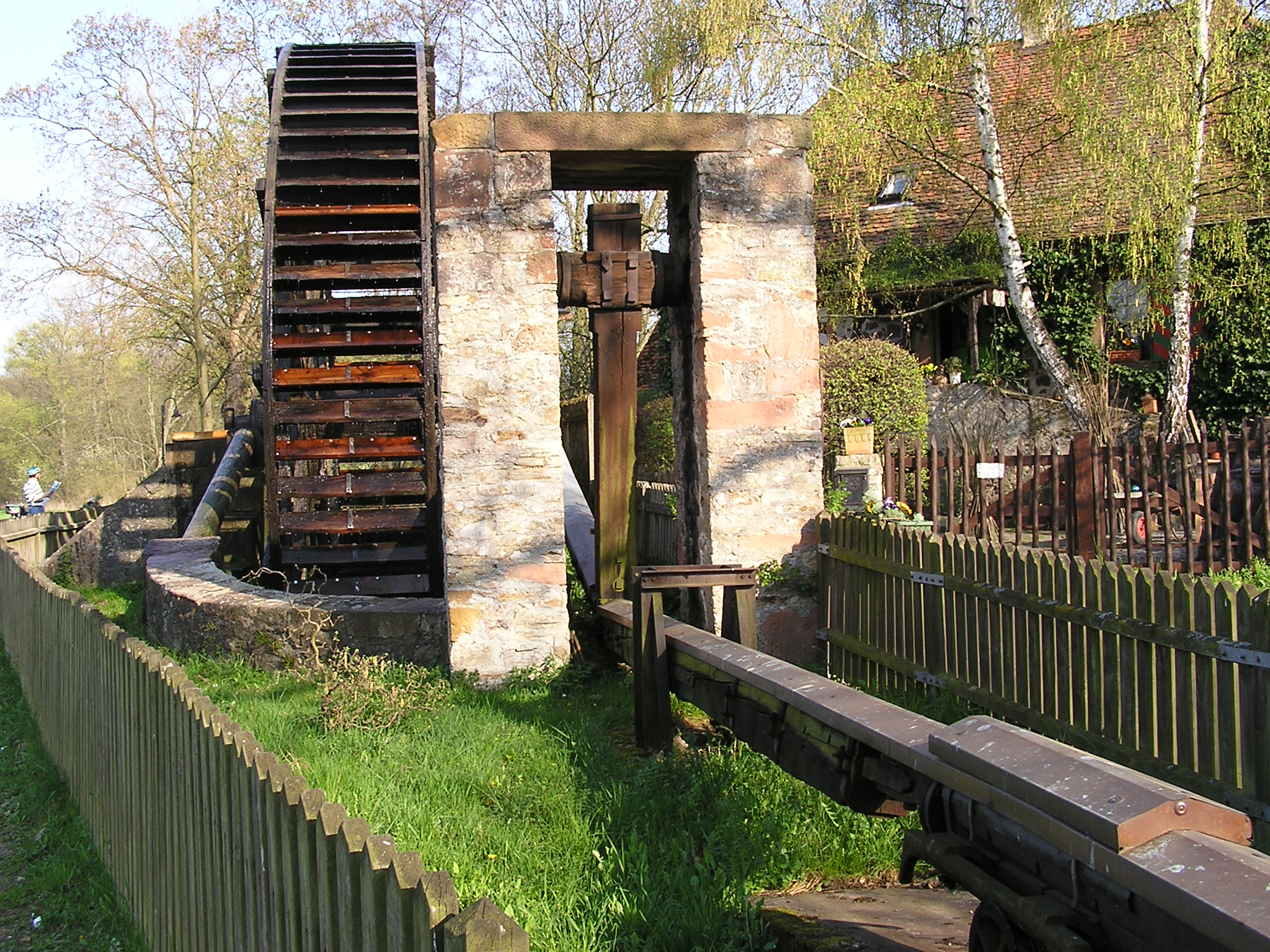
Das Große Rad: Wasserrad (9,8 m) bei Bad Nauheim-Schwalheim, 1745–1748 erbaut und von der Wetter angetrieben

In der Grafschaft Hanau-Münzenberg wurde Mitte des 16. Jahrhunderts nach und nach die Reformation eingeführt. Dies geschah zunächst im lutherischen Sinn. In einer „zweiten Reformation“ wurde die Konfession der Grafschaft Hanau-Münzenberg erneut gewechselt: Graf Philipp Ludwig II. verfolgte ab 1597 eine entschieden reformierte Kirchenpolitik. Er machte vom Jus reformandi, seinem Recht als Landesherr Gebrauch, die Konfession seiner Untertanen zu bestimmen, und setzte dies für die Grafschaft Hanau-Münzenberg weitgehend als verbindlich durch, so auch in Nauheim.
Wie in der übrigen Grafschaft Hanau-Münzenberg wurde auch hier seit der Wende vom 16. zum 17. Jahrhundert das Solmser Landrecht zum Gewohnheitsrecht. Das Gemeine Recht galt nur, wenn Regelungen des Solmser Landrechts für einen Sachverhalt keine Bestimmungen enthielten. Das Solmser Landrecht blieb auch im 19. Jahrhundert geltendes Recht, auch in kurhessischer und großherzoglich hessischer Zeit. Erst das Bürgerliche Gesetzbuch vom 1. Januar 1900, das einheitlich im ganzen Deutschen Reich galt, setzte das alte Partikularrecht weitgehend außer Kraft.
Als die Grafen von Hanau-Münzenberg 1642 ausstarben, fiel ihr Erbe an Graf Friedrich Casimir aus dem lutherischen Haus der Grafen von Hanau-Lichtenberg. Graf Friedrich Casimir und seine Nachfolger förderten die lutherischen Gemeinden, auch gegen den Widerstand der weiter bestehenden Mehrheit ihrer reformierten Untertanen. Dadurch wurde auch Nauheim innerhalb einiger Jahrzehnte faktisch bikonfessionell. In den Jahren 1731–1733 wurde deshalb neben der mittelalterlichen Kirche von Nauheim (Nachfolgegebäude ist die Wilhelmskirche), die weiter reformiert blieb, eine zweite Kirche für die lutherische Minderheit im Amt Dorheim errichtet, die Reinhardskirche.
Nach dem Tod des letzten Hanauer Grafen, Johann Reinhard III., 1736 erbte Landgraf Friedrich I. von Hessen-Kassel aufgrund eines Erbvertrages aus dem Jahr 1643 die Grafschaft Hanau-Münzenberg und damit auch das Amt Dorheim und das Dorf Nauheim. Die Saline gelangte zu Beginn des 18. Jahrhunderts zu neuer Blüte. Ursache war ein neues, 1716 vom Salzmeister Joseph Tedesco eingeführte Verfahren, die Schwarzdorngradierung, die die Strohgradierung ablöste. Sie sorgte für eine sauberere Qualität der Sole und reduzierte den Holzverbrauch und damit die Kosten des Betriebs drastisch. Das Große Rad, ein Wasserrad, das vom Flüsschen Wetter angetrieben wurde, wurde 1745–1748 erbaut und hatte einen Durchmesser von 9,8 Meter. Ein 886 Meter langes Gestänge (heute noch: 170 Meter) übertrug dessen Kraft auf die Pumpen, mit denen das Wasser auf die Gradierwerke gehoben wurde.
Im Jahre 1803 wurde der Landgraf von Hessen-Kassel zum Kurfürsten erhoben und seine Herrschaftsgebiete wurden in der Folge als Kurfürstentum Hessen bezeichnet. Während der napoleonischen Zeit stand das Amt Dorheim ab 1806 unter französischer Militärverwaltung, gehörte 1807–1810 zum Fürstentum Hanau, und dann von 1810 bis 1813 zum Departement Hanau im Großherzogtum Frankfurt. Nach dem Wiener Kongress fiel es wieder an das Kurfürstentum Hessen zurück. 1818 beschlossen die Pfarrer der lutherischen und der reformierten Kirche im Fürstentum Hanau den Zusammenschluss ihrer beiden Kirchen in der Hanauer Union.
Nach der Verwaltungsreform des Kurfürstentums Hessen von 1821, im Rahmen derer Kurhessen in vier Provinzen und 22 Kreise eingeteilt wurde, kam Nauheim zum neu gebildeten Kreis Hanau. 1847 wurde das Justizamt Dorheim nach Nauheim verlegt und nannte sich nun Justizamt Nauheim. Dabei handelte es sich – trotz der heute befremdlichen Bezeichnung – um ein erstinstanzliches Gericht für den Bezirk des früheren Amtes Dorheim. 1854 wurde dem Ort durch den letzten hessischen Kurfürsten, Friedrich Wilhelm I., das Stadtrecht verliehen. Nach dem Krieg von 1866 annektierte das Königreich Preußen das Kurfürstentum Hessen, das auf der Seite der Verlierer gestanden hatte. Das ehemalige Amt Dorheim wurde im Friedensvertrag vom 3. September 1866 von Preußen in einem Gebietstausch an das Großherzogtum Hessen weitergegeben. Dort wurde Nauheim dem Kreis Friedberg, der zur Provinz Oberhessen gehörte, zugeschlagen. Das Justizamt Nauheim wurde in Landgericht Nauheim umbenannt. 1879 wurde es im Zuge der Reichsjustizreform durch das Amtsgericht Nauheim ersetzt.

### Entwicklung als Heilbad
Siehe auch Abschnitt Berühmte Badegäste.

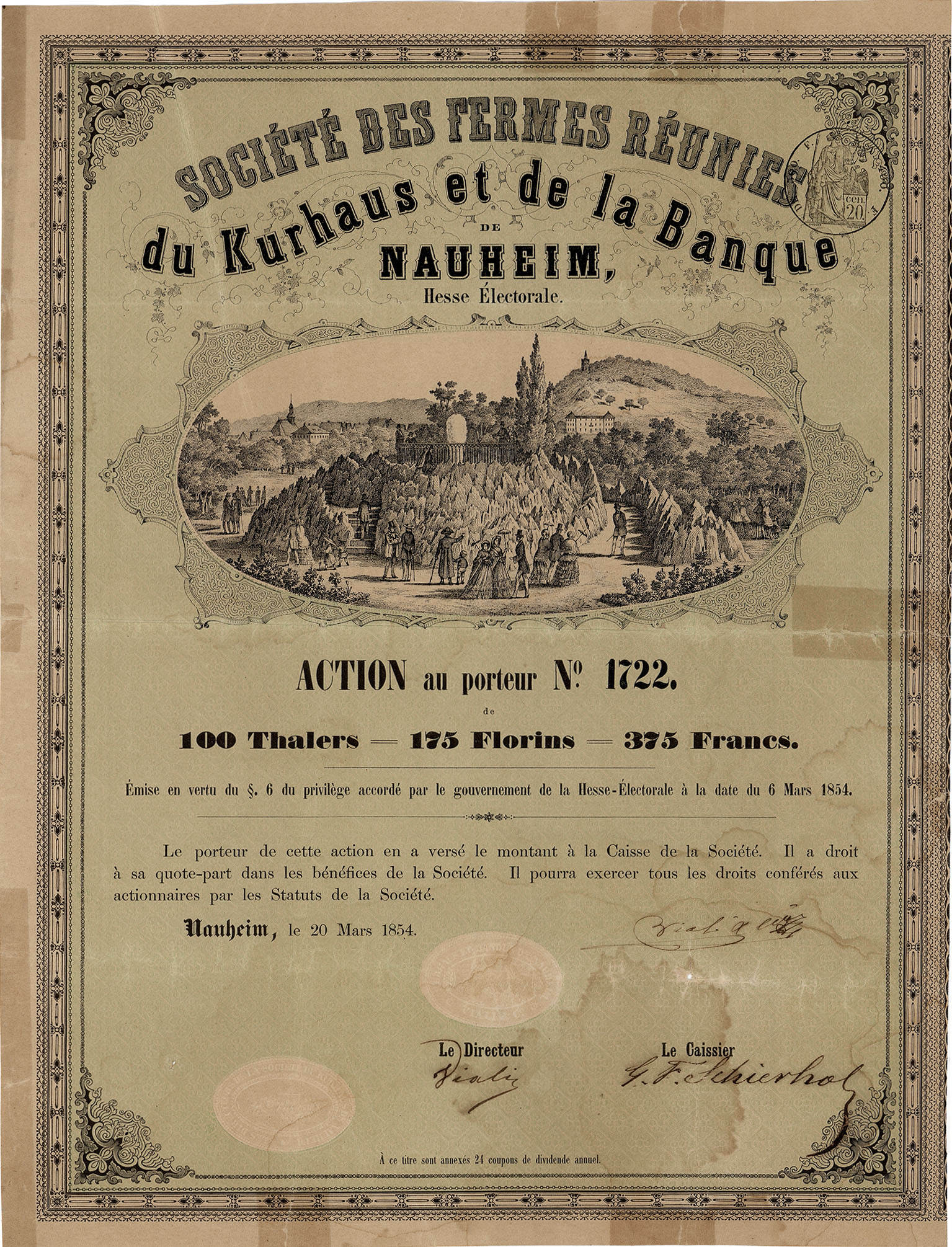
Aktie der Spielbank von 1854; die Spielbank finanzierte den Bau des Kurhauses und die Anlage des Kurparks.

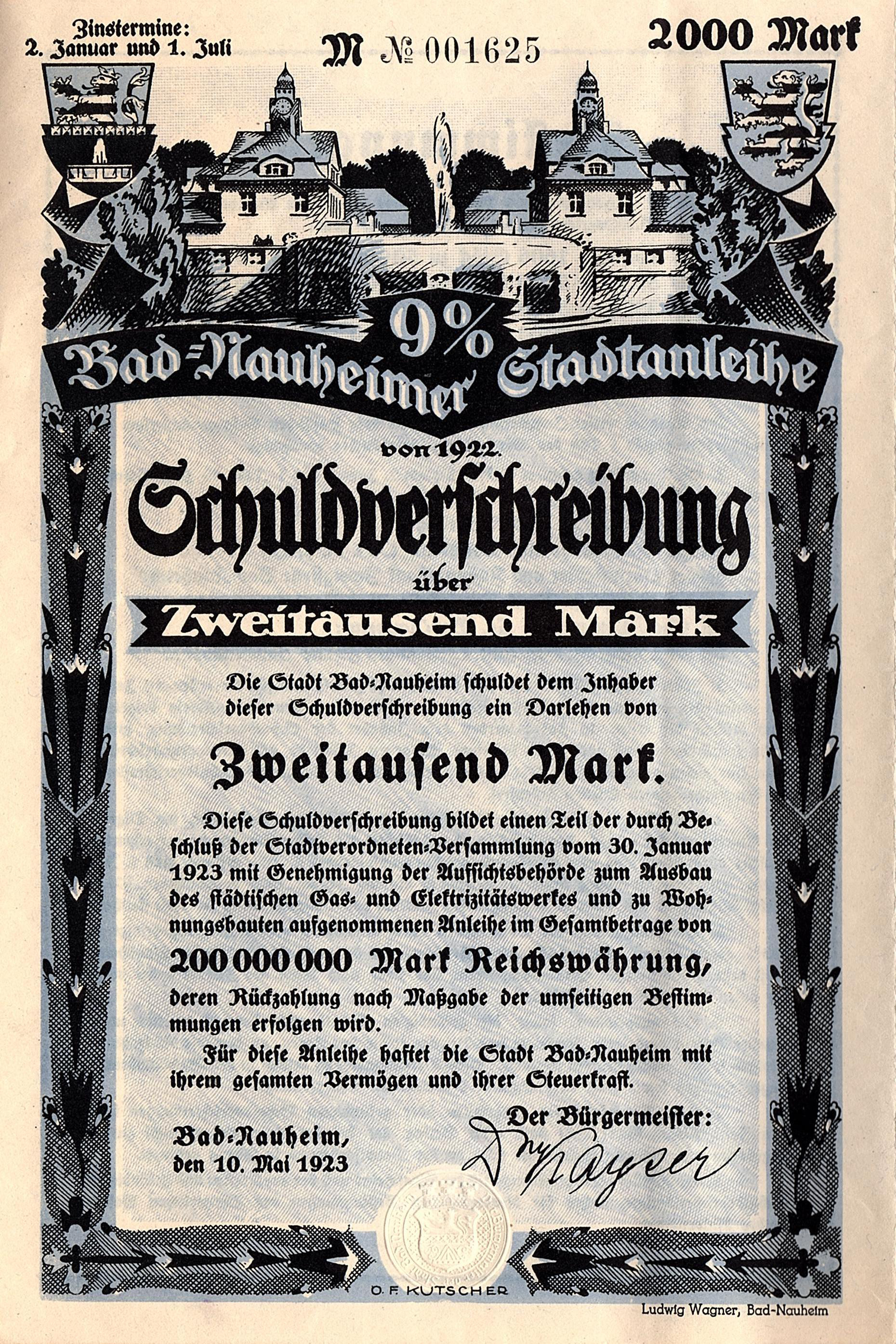
Schuldverschreibung über 2000 Mark der Stadt Bad Nauheim vom 10. Mai 1923 mit Abbildung vom Sprudelhof und Unterschrift von Bürgermeister Kayser.

In der Mitte des 19. Jahrhunderts entwickelte sich die Balneologie und Bad Nauheim wurde ein Heilbad für Herz-Kreislauf-Erkrankungen. 1846 wurde der Große Sprudel gefunden. Die Besonderheit lag in der Entdeckung und Anwendung der heilsamen Wirkung der natürlich vorkommenden Kohlensäure in der Thermalsole. Entscheidend für die Entwicklung der Stadt zu einem Kurbad von zeitweise internationaler Bedeutung war der Übergang der Stadt an das Großherzogtum Hessen, dessen Regierung eine Spielbank konzessionierte, deren Abgaben den rapiden Ausbau finanzierten. Außerdem erhielt Nauheim einen Bahnhof an der Main-Weser-Bahn, die zwischen Butzbach und Friedberg am 9. November 1850 eröffnet wurde. Das ursprüngliche Empfangsgebäude stammte von Julius Eugen Ruhl und wurde 1911–1913 durch einen Neubau ersetzt.
1869 erhielt die Stadt den Namenszusatz „Bad“. Als Kurort hatte Bad Nauheim um 1900 Weltrang mit Tausenden von Gästen. Die Kur diente nicht nur gesundheitlichen Zwecken, sondern auch der Geselligkeit mit internationaler Prominenz. Die gewandelten hygienischen und ästhetischen Vorstellungen machten um die Jahrhundertwende die Einrichtung neuer Badehäuser unumgänglich. Unter der Leitung des Großherzoglichen Regierungsbauinspektors Wilhelm Jost kam es zwischen 1901/1902 und 1912 zu einer einheitlichen Gestaltung der Bade-, Kur- und Wirtschaftsanlagen. Zunächst erbaute Jost 1902 inmitten des Kurparks ein Inhalatorium, heute Stadtbücherei.
Hauptbauwerk der neuen Badeanlagen war der Sprudelhof, ein Jugendstilbauwerk hohen Ranges.
Zwischen 1910 und 1912 entstand die Trinkkuranlage. Hufeisenförmig umschließt sie einen Innenhof mit einer Trinkhalle, Wandelgängen und einer großen Konzertmuschel, der ein rechteckiges Wasserbecken vorgelagert ist. Am Ende der westlichen Wandelhalle befindet sich der Kurbrunnen, der durch einen Gang mit der Trinkhalle verbunden ist. In deren Mitte spendet ein achteckiger Brunnen mit goldener Kuppel und Bekrönung heilkräftiges Wasser.
Auch das 1862–1864 erbaute Kurhaus wurde in dieser Zeit umgestaltet und ausgebaut: Terrasse und Kurgarten wurden erweitert, ein Musiktempel errichtet, ein reich mit abstrakten und figürlichen Jugendstil-Malereien geschmückter Konzertsaal erbaut. Das Bad Nauheimer Kurorchester, unter dem Leipziger Dirigenten Hans Winderstein gehörte zu der Zeit zu den größten und bedeutendsten Kurorchestern Deutschlands. Um das Stadtzentrum mit den Kuranlagen entstanden Villenviertel und zahlreiche luxuriöse Hotelneubauten, darunter Carlton, Bristol, Waldorf-Astoria und Kaiserhof, große Etablissements internationaler Hotelkonzerne. Unter der Leitung Josts entstand auch eine für jene Zeit äußerst fortschrittliche technische Infrastruktur: ein Elektrizitätswerk und ein Heizwerk, das die größeren Gebäude im gesamten Stadtgebiet mit Fernwärme versorgte. Die dazu erforderlichen Einrichtungen wurden in einem von Jost entworfenen Jugendstil-Gebäudekomplex östlich des Bahnhofs zusammengefasst, der annähernd unverändert erhalten geblieben ist und ein bedeutendes Architekturdenkmal darstellt.

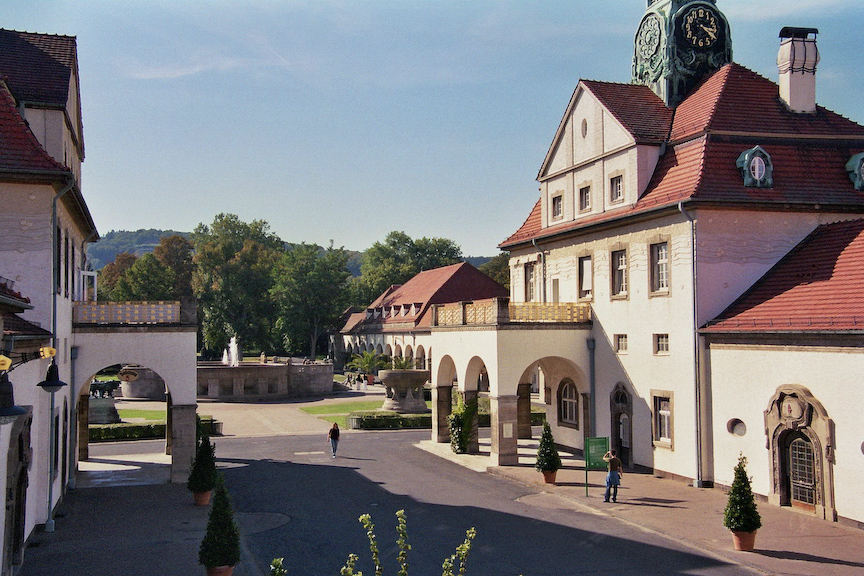
Sprudelhof
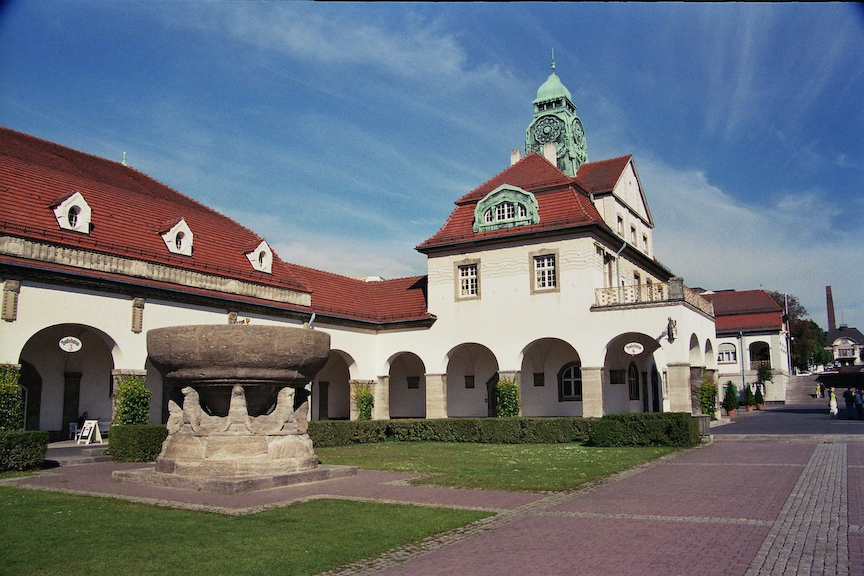
Flügel des Sprudelhofes
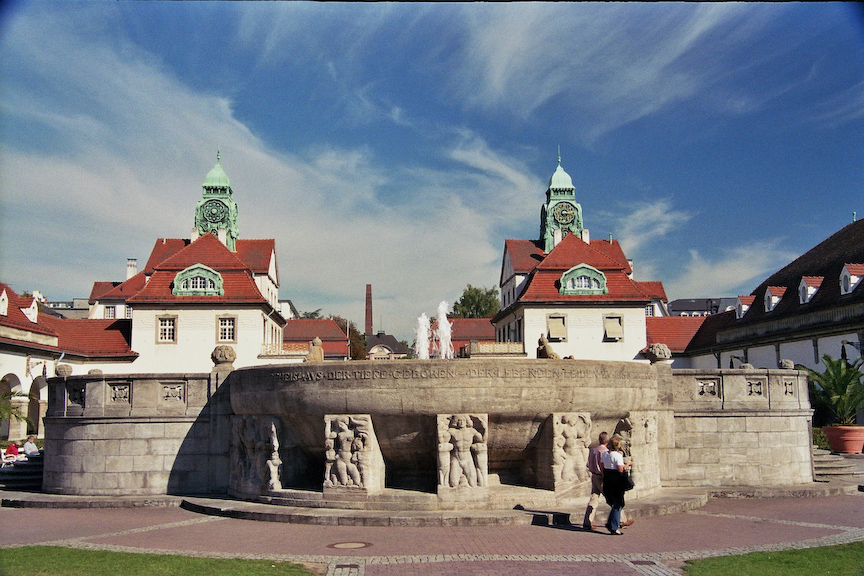
Brunnen im Sprudelhof

Auch nach dem Ersten Weltkrieg behielt Bad Nauheim seinen Ruf als mondänes Luxusbad. Neben zahlreichen Mitgliedern des exilierten russischen Hochadels fanden sich bald auch wieder Prominente aus den USA in Bad Nauheim ein. In den eleganten Hotelbars spielten bekannte Tanzorchester der Weimarer Republik, darunter das in Bad Nauheim gegründete Orchester Bernard Etté. Die Comedian Harmonists gastierten in der Stadt. Hier spielten auch zahlreiche Schachspieler wie etwa Tal, Keres und Aljechin ihre Partien.

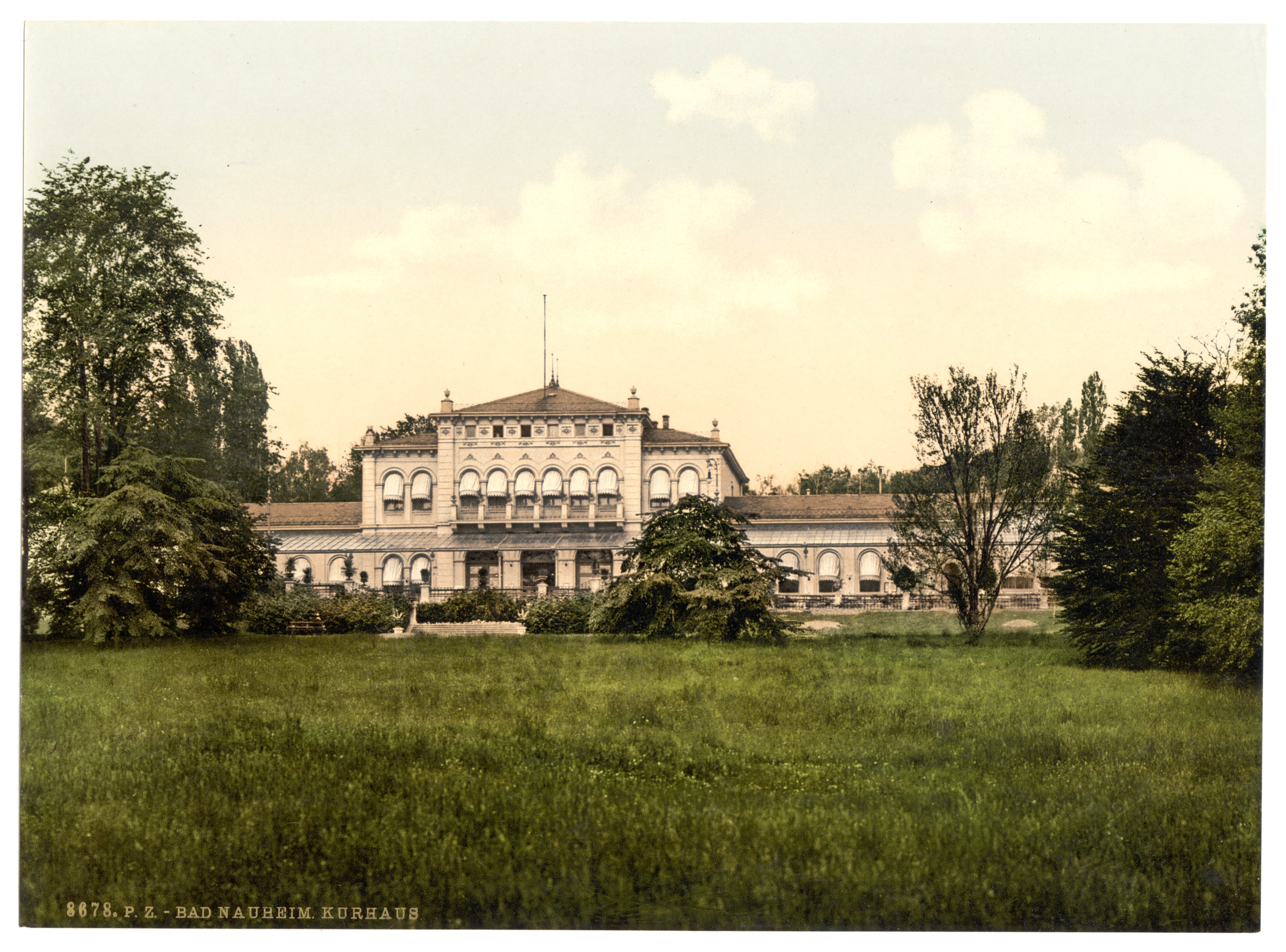
Kurhaus um 1900
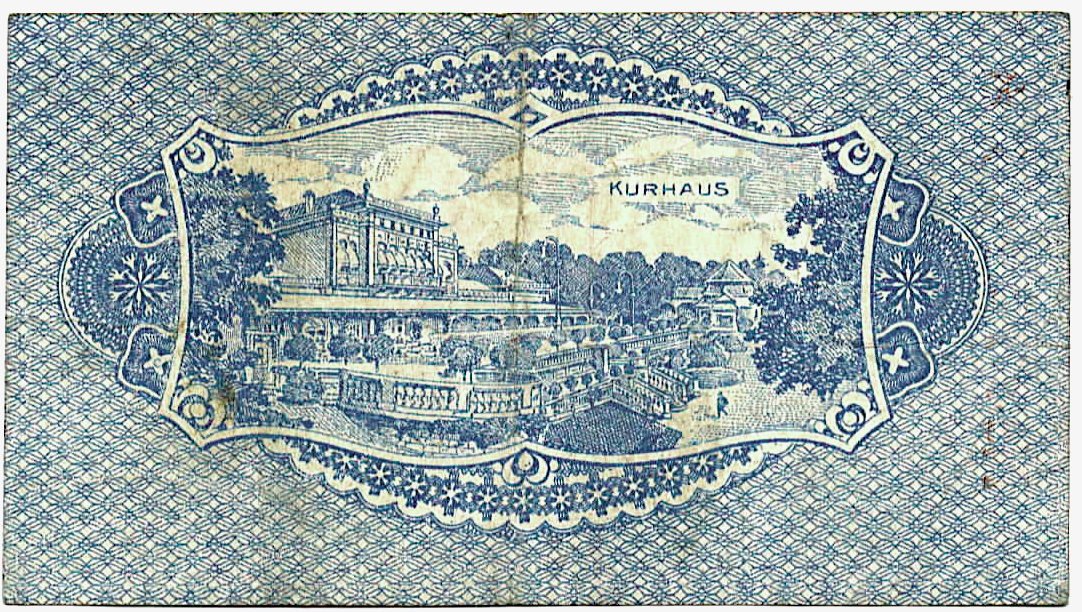
Das Kurhaus auf einem Notgeldschein, aus dem Jahr 1917.
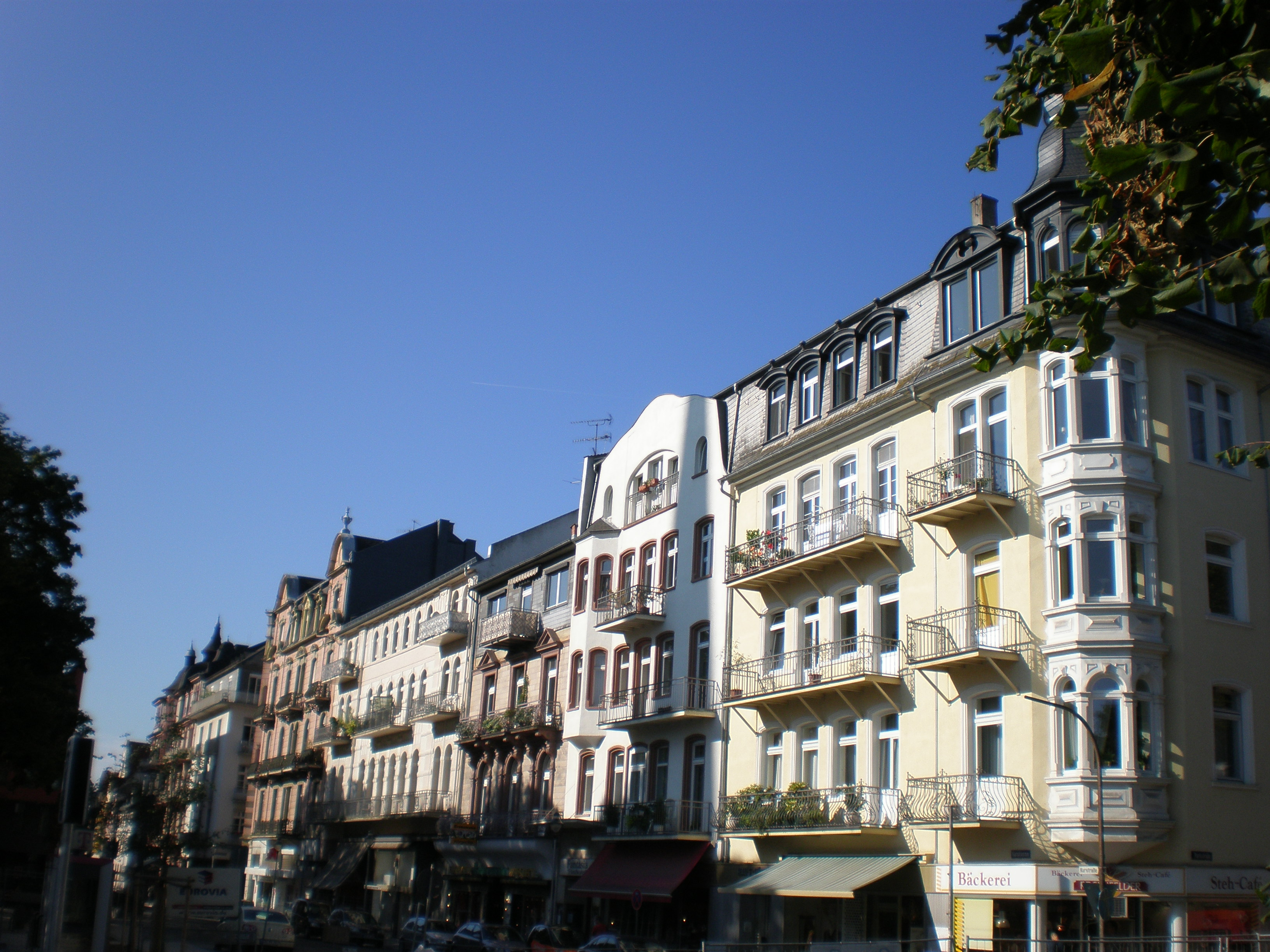
Kurstraße

### Zweiter Weltkrieg
Während des Zweiten Weltkriegs wurden in den Kureinrichtungen und mehreren beschlagnahmten Hotels Lazarette eingerichtet, darunter auch solche für kriegsgefangene alliierte Offiziere. Von Dezember 1941 bis Juni 1942 waren 130 US-amerikanische Diplomaten, darunter Leland B. Morris und George F. Kennan, in Jeschke’s Grand Hotel interniert. Vermutlich aus diesem Grund blieben Luftangriffe auf die Stadt fast aus. Nur ein amerikanischer Luftangriff am 20. Juli 1944 verursachte 11 Tote und 43 zerstörte Gebäude. Bad Nauheim überstand den Krieg ohne nennenswerte Schäden und verfügte nach dem Ende des Krieges über eine intakte Strom- und Wärmeversorgung.
Am 29. März 1945 wurde Bad Nauheim von Truppen der 3. US Army besetzt.

### Nach 1945

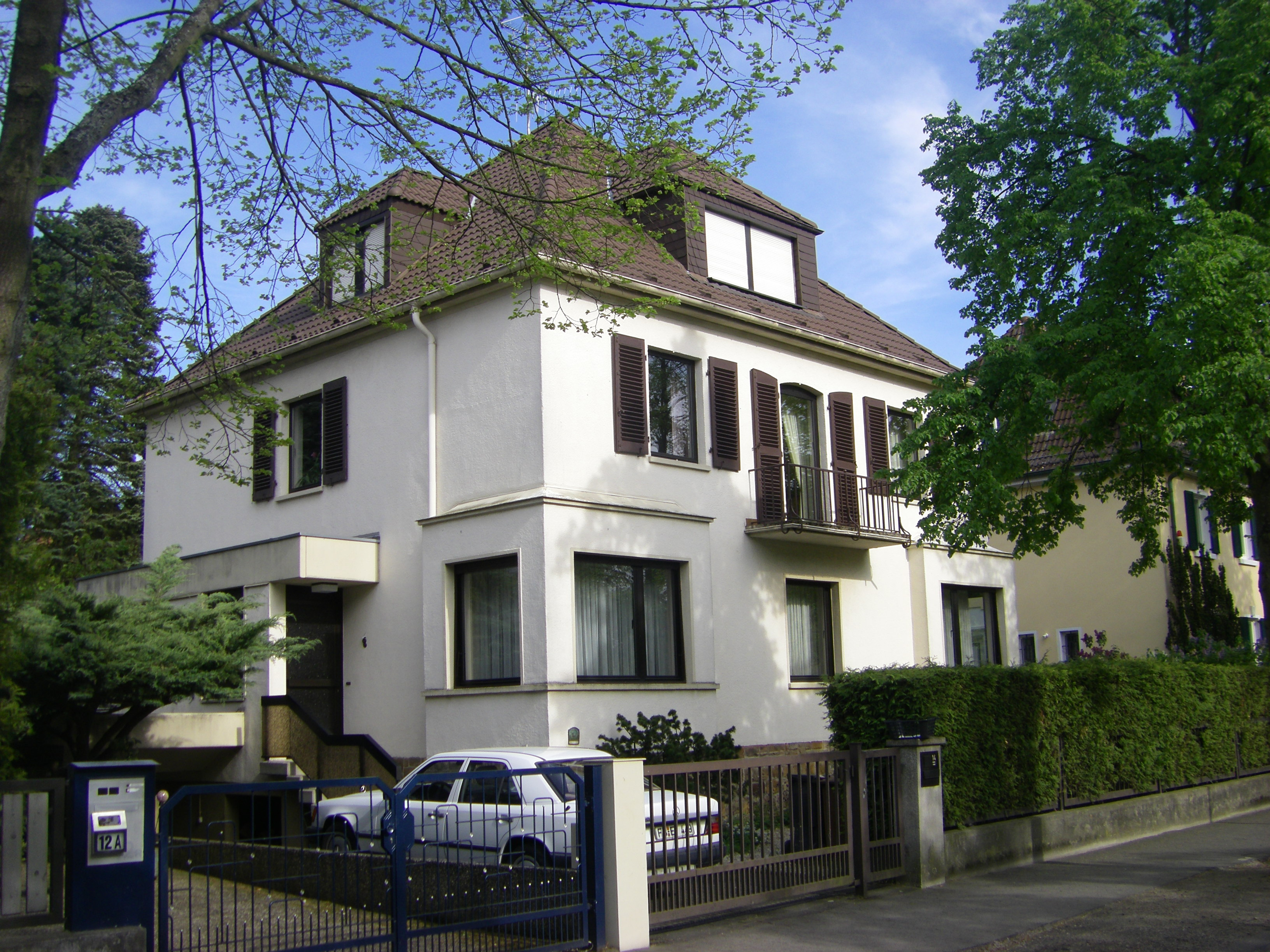
Im Haus Goethestraße 14 lebte Elvis Presley vom 3. Februar 1959 bis zum 2. März 1960.

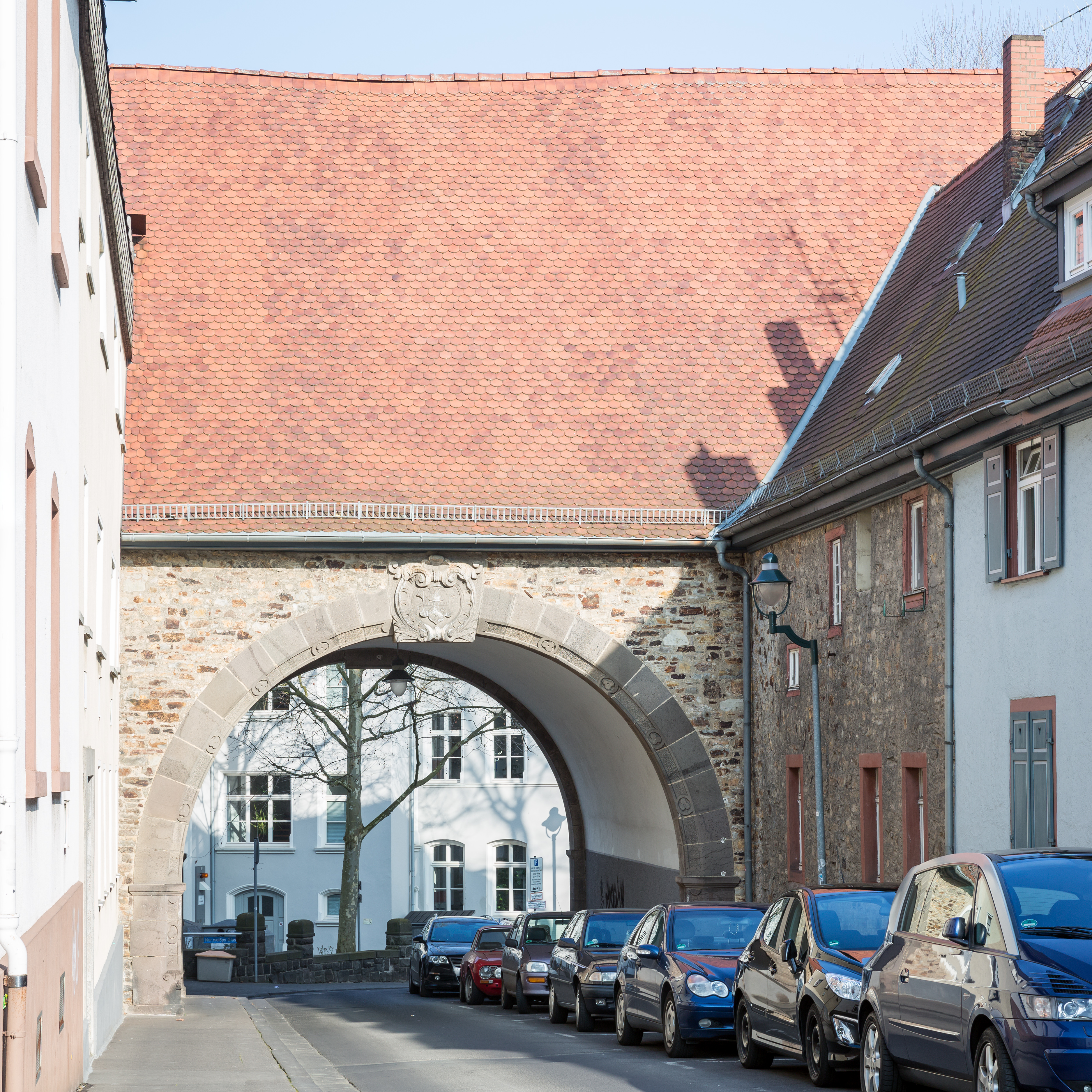
Das Bad Nauheimer Burgtor bildete die Kulisse für das Cover der Elvis-Presley-Single A Big Hunk o’ Love.

In den ersten Nachkriegsmonaten richteten sich aufgrund der geringen Kriegsschäden mehrere militärische und zivile Verwaltungsstellen der US-Zone in Hotels und Villen ein, darunter die Nachrichtenagentur DANA, eine Vorläuferinstitution der dpa. Auch der spätere Hessische Rundfunk begann seinen Sendebetrieb als Radio Frankfurt aus Studios in Bad Nauheim.
Im Unterschied zu den meisten deutschen Städten war Bad Nauheim von den allgemeinen Entbehrungen der Nachkriegszeit nur eingeschränkt betroffen. Nach amerikanischen Beobachtungen gehörte die Stadt zu den Orten, in denen es noch einen Teil der alten Oberschicht gab, deren Leben – auch aufgrund finanzieller Möglichkeiten sowie Beziehungen – wenig beeinträchtigt war und die über gute Ernährung, Kleidung und Wohnraum verfügte.
Schon bald gewann diese erneut Einfluss im wirtschaftlichen und gesellschaftlichen Leben.
In den 1950er Jahren erlebte das Hessische Staatsbad Bad Nauheim und damit der Glanz des Prominentenbades eine kurze Renaissance: von Oktober 1958 bis März 1960 lebte der im benachbarten Friedberg als Wehrdienstleistender stationierte Elvis Presley in Bad Nauheim. Als Erinnerung an den Sänger gibt es eine Fußgängerampel, die ihn in den Grünphasen als Elvis-Figur mit Gitarre zeigt. 1959 hielt sich Saud ibn Abd al-Aziz, König von Saudi-Arabien, mit großem Hofstaat in der Stadt auf; in den 60er Jahren folgten viele weitere Würdenträger aus dem arabischen Raum. Unterdessen wandelte sich jedoch das Gesicht der Stadt. Durch die neu geschaffenen Sozialsysteme wurden Kuraufenthalte in großem Umfang auch ärmeren Bevölkerungsschichten zugänglich. Die Zahl der Kurgäste stieg enorm, mehrere große Kliniken der Sozialversicherungsanstalten wurden gebaut, während der Ruf der Stadt als Treffpunkt der internationalen High Society allmählich verblasste.
Infolge der Sparmaßnahmen im Gesundheitswesen verlor auch der Krankenkassen-Kurbetrieb seit Mitte der 1980er Jahre mehr und mehr an Bedeutung: Neue Behandlungsmethoden bei Herz-Kreislauf-Erkrankungen machten die teuren Kuraufenthalte medizinisch überflüssig. Seinen Status als Gesundheitsstadt sichert Bad Nauheim heute vorwiegend durch mehrere große Krankenhäuser und Spezialkliniken. Die Herzforschung und die damit verbundenen Kongresse und Tagungen haben dort eine lange Tradition. Die Stadt beherbergt das Max-Planck-Institut für Herz- und Lungenforschung (W.-G.-Kerckhoff-Institut) und Einrichtungen der Landesärztekammer Hessen.
2011 erhielt die Stadt das anerkannte Prädikat des „Kneippkurorts“. 2015 erfolgte die Aufnahme in die Kneipp Premium Class.

### Eingemeindungen
Im Zuge der Gebietsreform in Hessen wurde zum 31. Dezember 1971 die kurzlebige Gemeinde Wettertal, die erst am 1. Februar 1971 durch den Zusammenschluss der Gemeinden Rödgen und Wisselsheim gebildet wurde, auf freiwilliger Basis als Stadtteile Rödgen und Wisselsheim eingegliedert. Am 1. Februar 1972 kam die Gemeinde Schwalheim hinzu. Am 1. August 1972 folgten kraft Landesgesetz die Gemeinden Nieder-Mörlen und Steinfurth. Ebenfalls am 1. August 1972 ging der Kreis Friedberg im neu errichteten Wetteraukreis auf.
Für die Stadtteile Nieder-Mörlen, Schwalheim und Steinfurth sowie für die Kernstadt wurde je ein Ortsbezirk gebildet. Für Rödgen und Wisselsheim besteht ein gemeinsamer Ortsbezirk.

### Verwaltungsgeschichte im Überblick
Die folgende Liste zeigt die Staaten und Verwaltungseinheiten, denen Bad Nauheim angehört(e):
- vor 1642: Heiliges Römisches Reich, Grafschaft Hanau-Münzenberg, Amt Dorheim
- ab 1642: Heiliges Römisches Reich, Grafschaft Hanau-Lichtenberg, Amt Dorheim
- ab 1736: Heiliges Römisches Reich, Landgrafschaft Hessen-Kassel, Grafschaft Hanau-Lichtenberg, Amt Dorheim
- ab 1803: Heiliges Römisches Reich, Kurfürstentum Hessen, Fürstentum Hanau, Amt Dorheim[Anm. 2]
- ab 1806: Kaiserreich Frankreich,[Anm. 3] Fürstentum Hanau, Amt Dorheim (Militärverwaltung)
- ab 1810 Großherzogtum Hessen,[Anm. 4] Fürstentum Oberhessen, Amt Dorheim
- ab 1816: Kurfürstentum Hessen,[Anm. 5] Fürstentum Hanau, Amt Dorheim
- ab 1821: Kurfürstentum Hessen, Provinz Hanau Kreis Hanau[22][Anm. 6]
- ab 1848: Kurfürstentum Hessen, Bezirk Hanau
- ab 1851: Kurfürstentum Hessen, Provinz Hanau, Kreis Hanau
- ab 1866: Königreich Preußen,[Anm. 7] Fürstentum Hanau, Kreis Hanau
- ab 1867: Norddeutscher Bund, Großherzogtum Hessen,[Anm. 8] Provinz Oberhessen, Kreis Friedberg
- ab 1871: Deutsches Reich, Großherzogtum Hessen, Provinz Oberhessen, Kreis Friedberg
- ab 1918: Deutsches Reich, Volksstaat Hessen, Provinz Oberhessen, Kreis Friedberg
- ab 1945: Deutsches Reich, Amerikanische Besatzungszone,[Anm. 9] Groß-Hessen, Regierungsbezirk Darmstadt, Landkreis Friedberg
- ab 1946: Deutsches Reich, Amerikanische Besatzungszone, Hessen, Regierungsbezirk Darmstadt, Landkreis Friedberg
- ab 1949: Bundesrepublik Deutschland, Hessen, Regierungsbezirk Darmstadt, Landkreis Friedberg
- ab 1972: Bundesrepublik Deutschland, Hessen, Regierungsbezirk Darmstadt, Wetteraukreis

## Bevölkerung

### Einwohnerstruktur 2011
Nach den Erhebungen des Zensus 2011 lebten am Stichtag, dem 9. Mai 2011, in Bad Nauheim 30210 Einwohner. Darunter waren 3559 (11,8 %) Ausländer, von denen 1043 aus dem EU-Ausland, 1882 aus anderen europäischen Ländern und 634 aus anderen Staaten kamen. Von den deutschen Einwohnern hatten 16,0 % einen Migrationshintergrund. (Bis zum Jahr 2020 erhöhte sich die Ausländerquote auf 17,7 %.) Nach dem Lebensalter waren 4671 Einwohner unter 18 Jahren, 12.105 zwischen 18 und 49, 5856 zwischen 50 und 64 und 7575 Einwohner waren älter. Die Einwohner lebten in 14.314 Haushalten. Davon waren 6134 Singlehaushalte, 3663 Paare ohne Kinder und 3114 Paare mit Kindern, sowie 1024 Alleinerziehende und 379 Wohngemeinschaften.
In 3711 Haushalten lebten ausschließlich Senioren und in 9327 Haushaltungen lebten keine Senioren.

### Einwohnerentwicklung

Einwohnerentwicklung von 1821 bis 2017 nach nebenstehender Tabelle

(ab 1939 jeweils zum 31. Dezember; ab 1973 einschließlich der im Zuge der Gebietsreform eingegliederten Gemeinden)
| - 1821: 01.670 - 1858: 02.053 - 1905: 05.053 - 1939: 09.039 - 1946: 12.909 - 1961: 13.431 - 1970: 14.242 | - 1973: 25.740 - 1975: 25.916 - 1980: 26.979 - 1985: 26.492 - 1990: 28.599 - 1995: 29.323 | - 2000: 30.199 - 2005: 30.610 - 2010: 31.176 - 2011: 30.210 - 2015: 31.630 - 2020: 32.493 |

## Religion

### Statistiken zur Religionszugehörigkeit
| • 1961: | 9193 evangelische (= 68,45 %), 3479 katholische (= 25,9 %) Einwohner                                                                                           |
| • 1987: | 14.004 evangelische (= 52,2 %), 7857 katholische (= 29,3 %), 4952 sonstige (= 18,5 %) Einwohner                                                                |
| • 2011: | 11.600 evangelische (= 38,5 %), 7940 römisch-katholische (= 26,4 %), 570 orthodoxe (= 1,9 %), 1220 andersgläubig (= 4,0 %), 8400 sonstige (= 27,9 %) Einwohner |

### Evangelische Kirche
Bad Nauheim gehört heute zum Gebiet der Evangelischen Kirche in Hessen und Nassau. Nach der Hanauer Union von 1818 wurde die Reinhardskirche aufgegeben und der nun gemeinsame Gottesdienst in der größeren Wilhelmskirche gefeiert. 1906 zog die Gemeinde dann in die neu errichtete Dankeskirche um. Die Wilhelmskirche wird weiterhin als Gemeindezentrum für verschiedene Veranstaltungen genutzt.

### Jüdische Gemeinde
Die Anfänge jüdischen Gemeindelebens in Nauheim datieren, wie in vielen Ortschaften der Wetterau, in das ausgehende Mittelalter, vermutlich ins 14. Jahrhundert. Von 1468 bis in die erste Hälfte des 16. Jahrhunderts lebten hier einige wenige jüdische Familien. Im 18. Jahrhundert siedelte sich erneut eine kleine jüdische Gemeinde an, die mit dem Aufstieg der Stadt zu einem Kurort von internationalem Rang stark wuchs. 1867 oder 1886 wurde eine erste Synagoge eingeweiht, die 1929 durch einen architektonisch hoch modernen Bau ersetzt wurde, der auch das Pogrom vom 9. November 1938 überstand. Sie war unmittelbar nach der Besetzung der Stadt durch US-amerikanische Truppen am 29. März 1945, noch vor Kriegsende, Ort des ersten jüdischen Gottesdienstes in dem von den Alliierten besetzten Teil Deutschlands. Heute hat die Gemeinde etwa 350 Mitglieder.
Bad Nauheim ist Sitz des Deutschen Koordinierungsrats der Gesellschaften für Christlich-Jüdische Zusammenarbeit und der Buber-Rosenzweig-Stiftung. Im Jahr 2005 fand die bundesweit beachtete Verleihung der Buber-Rosenzweig-Medaille an den Dirigenten Daniel Barenboim im Bad Nauheimer Kurtheater statt.

### Römisch-Katholische Kirche
Mit den Kurgästen, steigender religiöser Toleranz und Mobilität entstand im 19. Jahrhundert auch wieder eine römisch-katholische Gemeinde in Bad Nauheim. Sie feierte ihren Gottesdienst zunächst in der angemieteten Reinhardskirche. 1905 setzte sie mit der Kirche St. Bonifatius der parallel entstehenden neugotischen evangelischen Dankeskirche ein gleichwertiges Bauwerk an die Seite.

### Die russisch-orthodoxe Gemeinde
Die russisch-orthodoxe Gemeinde von Bad Nauheim, die vor dem Ersten Weltkrieg aufgrund der vielen russischen Kurgäste bedeutend war, nutzt seit 1907 die Reinhardskirche.

### Neuapostolische Kirche
Die neuapostolische Gemeinde in Bad Nauheim gehört zum Kirchenbezirk Frankfurt. Sie wurde 1945 gegründet. Vor 1945 besuchten die Gläubigen die neuapostolischen Gottesdienste in Friedberg und Butzbach. Die ersten Gottesdienste in Bad Nauheim fanden wechselweise in den Wohnungen der neuapostolischen Christen, vornehmlich bei Gemeindeleiter Priester Wilhelm Böcher, in der Gartenfeldstraße statt. Am 1. Januar 1946 zählte die Gemeinde bereits 34 Mitglieder.
Als Versammlungsstätten dienten in den folgenden Jahren die Englische Kirche, das Sportheim, die Volksschule, die Kaufmännische Berufsschule, eine Unterkunft in der Ritterhausstraße und schließlich eine ehemalige Werkstatt im Ernst-Ludwig-Ring. Ende 1972 wurde mit dem Bau einer eigenen Kirche in der Straße Am Holzweg für die auf 69 Geschwister angewachsene Gemeinde begonnen, die am 24. Juni 1973 durch Bezirksvorsteher Bock eingeweiht werden konnte.
Im Herbst 1991 wurde das Kirchenlokal von innen und außen renoviert. Im Jahre 2003 wurde auf Initiative der Amtsträger und Gemeindemitglieder die Außenanlage in Eigenhilfe neu gestaltet und bietet heute ein ansprechendes offeneres Erscheinungsbild. Die Gemeinde zählt 122 Mitglieder (Stand Anfang 2019).

## Politik

### Stadtverordnetenversammlung
Die Kommunalwahl am 14. März 2021 lieferte folgendes Ergebnis, in Vergleich gesetzt zu früheren Kommunalwahlen:
| Sitzverteilung 2021 in der StadtverordnetenversammlungInsgesamt 41 Sitze - SPD: 5 - Grüne: 8 - FDP: 5 - FW/UWG: 13 - CDU: 10 | Parteien und Wählergemeinschaften | Parteien und Wählergemeinschaften           | 2021   | 2021   | 2016   | 2016   | 2011   | 2011   | 2006   | 2006   | 2001   | 2001   |
| Sitzverteilung 2021 in der StadtverordnetenversammlungInsgesamt 41 Sitze - SPD: 5 - Grüne: 8 - FDP: 5 - FW/UWG: 13 - CDU: 10 | Parteien und Wählergemeinschaften | Parteien und Wählergemeinschaften           | %      | Sitze  | %      | Sitze  | %      | Sitze  | %      | Sitze  | %      | Sitze  |
| Sitzverteilung 2021 in der StadtverordnetenversammlungInsgesamt 41 Sitze - SPD: 5 - Grüne: 8 - FDP: 5 - FW/UWG: 13 - CDU: 10 | FW/UWG                            | Freie Wähler/Unabhängige Wählergemeinschaft | 30,5   | 13     | 28,1   | 13     | —      | —      | —      | —      | —      | —      |
| Sitzverteilung 2021 in der StadtverordnetenversammlungInsgesamt 41 Sitze - SPD: 5 - Grüne: 8 - FDP: 5 - FW/UWG: 13 - CDU: 10 | CDU                               | Christlich Demokratische Union Deutschlands | 24,9   | 10     | 27,2   | 12     | 36,3   | 16     | 33,8   | 15     | 42,9   | 19     |
| Sitzverteilung 2021 in der StadtverordnetenversammlungInsgesamt 41 Sitze - SPD: 5 - Grüne: 8 - FDP: 5 - FW/UWG: 13 - CDU: 10 | Grüne                             | Bündnis 90/Die Grünen                       | 19,7   | 8      | 10,4   | 5      | 17,3   | 8      | 8,7    | 4      | 9,0    | 4      |
| Sitzverteilung 2021 in der StadtverordnetenversammlungInsgesamt 41 Sitze - SPD: 5 - Grüne: 8 - FDP: 5 - FW/UWG: 13 - CDU: 10 | SPD                               | Sozialdemokratische Partei Deutschlands     | 13,3   | 5      | 20,9   | 9      | 17,7   | 8      | 16,2   | 7      | 28,9   | 13     |
| Sitzverteilung 2021 in der StadtverordnetenversammlungInsgesamt 41 Sitze - SPD: 5 - Grüne: 8 - FDP: 5 - FW/UWG: 13 - CDU: 10 | FDP                               | Freie Demokratische Partei                  | 11,6   | 5      | 12,9   | 6      | 5,3    | 2      | 6,4    | 3      | 6,1    | 3      |
| Sitzverteilung 2021 in der StadtverordnetenversammlungInsgesamt 41 Sitze - SPD: 5 - Grüne: 8 - FDP: 5 - FW/UWG: 13 - CDU: 10 | UWG                               | Unabhängige Wählergemeinschaft              | —      | —      | —      | —      | 16,7   | 8      | 21,6   | 10     | 12,4   | 6      |
| Sitzverteilung 2021 in der StadtverordnetenversammlungInsgesamt 41 Sitze - SPD: 5 - Grüne: 8 - FDP: 5 - FW/UWG: 13 - CDU: 10 | BB                                | Bürger-Bündnis Bad Nauheim                  | —      | —      | —      | —      | 3,8    | 2      | 11,9   | 5      | —      | —      |
| Sitzverteilung 2021 in der StadtverordnetenversammlungInsgesamt 41 Sitze - SPD: 5 - Grüne: 8 - FDP: 5 - FW/UWG: 13 - CDU: 10 | Anders                            | Politik-Anders                              | —      | —      | —      | —      | 2,9    | 1      | —      | —      | —      | —      |
| Sitzverteilung 2021 in der StadtverordnetenversammlungInsgesamt 41 Sitze - SPD: 5 - Grüne: 8 - FDP: 5 - FW/UWG: 13 - CDU: 10 | WIR                               | Liste WIR                                   | —      | —      | —      | —      | —      | —      | 1,3    | 1      | —      | —      |
| Sitzverteilung 2021 in der StadtverordnetenversammlungInsgesamt 41 Sitze - SPD: 5 - Grüne: 8 - FDP: 5 - FW/UWG: 13 - CDU: 10 | EINHEIT                           | EINHEIT                                     | —      | —      | 0,5    | 0      | —      | —      | —      | —      | —      | —      |
| Sitzverteilung 2021 in der StadtverordnetenversammlungInsgesamt 41 Sitze - SPD: 5 - Grüne: 8 - FDP: 5 - FW/UWG: 13 - CDU: 10 | NPD                               | Nationaldemokratische Partei Deutschlands   | —      | —      | —      | —      | —      | —      | —      | —      | 0,7    | 0      |
| Sitzverteilung 2021 in der StadtverordnetenversammlungInsgesamt 41 Sitze - SPD: 5 - Grüne: 8 - FDP: 5 - FW/UWG: 13 - CDU: 10 | Gesamt                            | Gesamt                                      | 100    | 41     | 100    | 45     | 100    | 45     | 100    | 45     | 100    | 45     |
| Sitzverteilung 2021 in der StadtverordnetenversammlungInsgesamt 41 Sitze - SPD: 5 - Grüne: 8 - FDP: 5 - FW/UWG: 13 - CDU: 10 | Wahlbeteiligung                   | Wahlbeteiligung                             | 48,5 % | 48,5 % | 45,0 % | 45,0 % | 49,6 % | 49,6 % | 38,9 % | 38,9 % | 44,3 % | 44,3 % |

### Bürgermeister
Nach der hessischen Kommunalverfassung wird der Bürgermeister für eine sechsjährige Amtszeit gewählt, seit dem Jahr 1993 in einer Direktwahl, und ist Vorsitzender des Magistrats, dem in der Stadt Bad Nauheim neben dem Bürgermeister ein hauptamtlicher Erster Stadtrat und zehn ehrenamtliche Stadträte angehören. Bürgermeister ist seit dem 18. September 2017 der parteiunabhängige Klaus Kreß. Er wurde als Nachfolger von Armin Häuser (CDU), der nach einer Amtszeit nicht wieder kandidiert hatte, am 7. Mai 2017 im ersten Wahlgang bei 41,60 Prozent Wahlbeteiligung mit 50,61 Prozent der Stimmen gewählt. Es folgte eine Wiederwahl ohne Gegenkandidaten im Mai 2023.
Amtszeiten der Bürgermeister
- 2017–2029 Klaus Kreß[39]
- 2011–2017 Armin Häuser (CDU)[40]
- 2005–2011 Bernd Witzel (UWG)
- 2000–2005 Bernd Rohde (CDU) (1937–2017)[43]
- 1993–1999 Peter Keller (SPD) (1999 kurz nach seiner Wiederwahl verstorben)
- 1981–1993 Bernd Rohde (CDU)
- 1960–1981 Herbert Schäfer (SPD)
- 1954–1960 Fritz Geißler (FDP)
- 1948–1954 Krafft-Helmut Voss[44]
- 1945–1948 Adolf Bräutigam (SPD)
- 1937–1945 Wilhelm Hahn (NSDAP)
- 1935–1937 Heinrich Götz (NSDAP)
- 1927–1935 Karl Ahl
- 1903–1927 Gustav Kayser (erster hauptamtlicher Bürgermeister)
- 1883–1902 Johannes Wörner
- 1868–1883 Hartmann Schutt
- 1856–1868 Alexander Riess
- 1828–1856 Heinrich Hartmann (Schultheiß ab 1828, ab 1835 mit der Dienstbezeichnung Bürgermeister)[45]

### Ortsbeiräte
Für die Stadtteile Nieder-Mörlen, Schwalheim und Steinfurth sowie für die Kernstadt besteht je ein Ortsbezirk mit Ortsbeirat und Ortsvorsteher nach Maßgabe der §§ 81 und 82 HGO und des Kommunalwahlgesetzes in der jeweils gültigen Fassung. Die Stadtteile Rödgen und Wisselsheim teilen sich den gemeinsamen Ortsbezirk Rödgen-Wisselsheim.
Die Ortsbezirke sind durch die Gemarkungen der Stadtteile abgegrenzt und bestehen für die Kernstadt aus neun und für die Stadtteile aus je fünf Mitgliedern.
Deren Wahl erfolgt im Rahmen der Kommunalwahlen. Der Ortsbeirat wählt eines seiner Mitglieder zum Ortsvorsteher bzw. zur Ortsvorsteherin. Zur Zusammensetzung siehe die jeweiligen Stadtteile.

### Ortsbeirat Bad Nauheim (Kernstadt)
Bei den Kommunalwahlen in Hessen 2021 betrug die Wahlbeteiligung zum Ortsbeirat 43,85 %. Dabei wurden gewählt: drei Mitglieder der CDU, zwei Mitglieder des Bündnis 90/Die Grünen und der Liste „Freie Wähler / Unabhängige Wählergemeinschaft Bad Nauheim“ (FW), sowie je ein Mitglied der SPD und der FDP. Der Ortsbeirat wählte Kurt Linkenbach (CDU) zum Ortsvorsteher.

### Wappen
| Wappen von Bad Nauheim | Blasonierung: „In dem durch einen Balken von neun silbernen Salzkristallen geteilten Schild, oben in Blau ein wachsender, golden gekrönter und golden bewehrter, fünfmal von Silber und Rot geteilter Löwe; unten in Schwarz ein silberner Sprudel über silbernem Becken.“ |
| Wappen von Bad Nauheim | Das Gerichtssiegel des 18. Jahrhunderts enthielt nur den hessischen Löwen auf einem Sockel. 1856 wurde dem 1854 zur Stadt erhobenen Ort von Kurfürst Friedrich Wilhelm das obige Wappen, damals aber mit dem Sprudel oben und dem Löwen unten und ohne Tingierung verliehen. Die obige Gestaltung und Farbgebung genehmigte Großherzog Ernst Ludwig 1913. Der hessische Löwe bezeichnet die Ortsherrschaft seit 1736 nach dem Anfall des Erbes der Grafen von Hanau-Lichtenberg; die Salzkristalle erinnern an das schon seit dem 14. Jahrhundert bezeugte Salzgewerbe. 1846 brach der erste der drei berühmten Sprudel hervor. |

Das von 1856 bis 1913 gültige Alt-Nauheimer Stadtwappen (Sprudel oben, Löwe unten, acht statt neun Salzkristalle) ist auf beiden Seiten des Torbogens der Burgpforte (Burgscheune) in den Schlusssteinen erhalten.

### Städtepartnerschaften
Bad Nauheim unterhält Partnerschaften mit:
- Buxton in der englischen Grafschaft Derbyshire
- Chaumont in Frankreich
- Oostkamp in Westflandern
- Bad Langensalza in Thüringen
- Colón (Entre Ríos), Argentinien. Die Partnerschaft wurde am 31. Mai 2018 unterzeichnet.[51]

## Kultur und Sehenswürdigkeiten

### Bauwerke

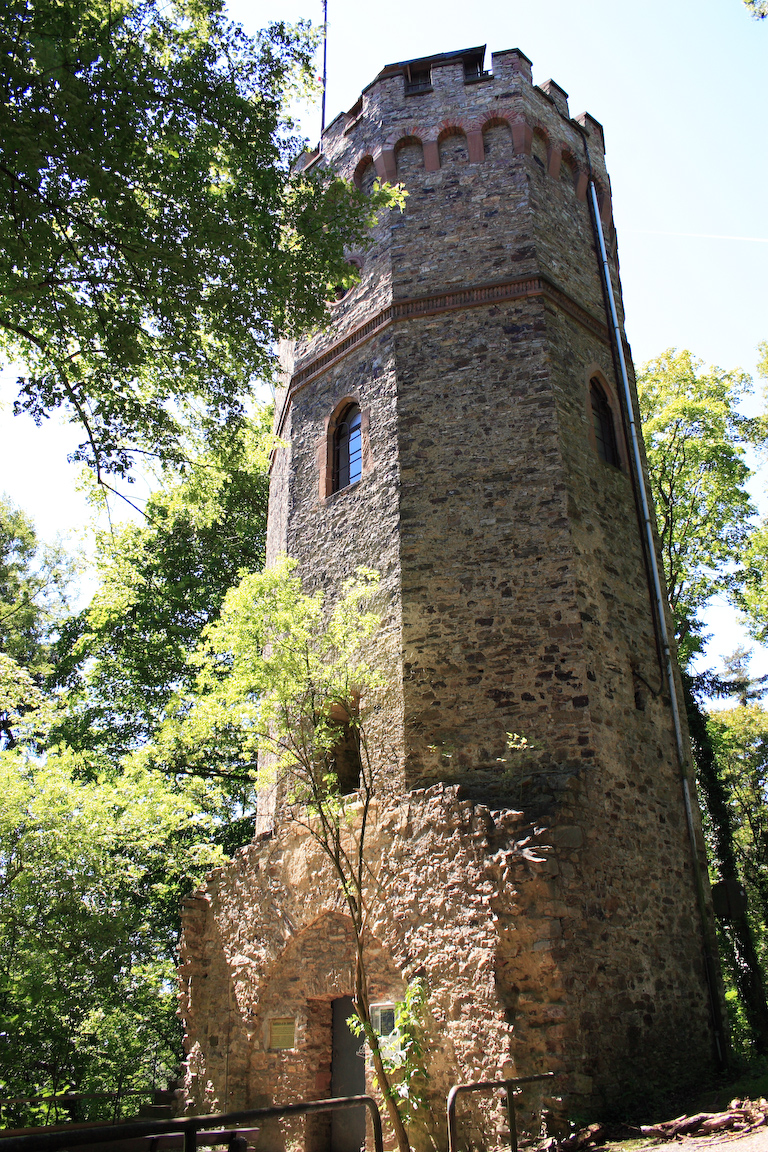
Die Volkssternwarte

Die ältesten sichtbaren baulichen Zeugnisse im Stadtgebiet finden sich nicht im Bereich der Altstadt, sondern auf dem sie flankierenden Johannisberg. Im noch erhaltenen Turm einer Kirchenruine des 13. Jahrhunderts, ihrerseits der Nachfolgebau einer Gründung des 8. Jahrhunderts, ist heute die Volkssternwarte Wetterau untergebracht. Daneben sind die Reste eines römischen Signalturms zu sehen, der der Mitte des 2. Jahrhunderts zuzuordnen ist.
Obwohl die Altstadt allseitig von jüngerer Bebauung umschlossen ist, ist der im 15. Jahrhundert ummauerte und im frühen 19. Jahrhundert entfestigte Ortskern zwischen Stresemannstraße im Norden, Alicenstraße im Osten, Ernst-Ludwig-Ring im Süden und dem Zug der Grabenstraße im Westen noch heute klar als solcher erkennbar. Strukturell hat dieser den Charakter eines um eine Ost-West-Achse (Hauptstraße) aufgezogenen Straßendorfs mit unregelmäßigen Stichstraßen in Nord- und Süd-Richtung.
Die Wilhelmskirche (ehemals reformierte Kirche von Nauheim), deren Vorgängerbau die mittelalterliche Dorfkirche von Nauheim war, ist die älteste Kirche des Ortes. Die Reinhardskirche, ehemals lutherische Kirche aus dem 18. Jahrhundert, dient heute der Russisch-Orthodoxen Gemeinde. Die Dankeskirche löste nach einem Entwurf von Ludwig Hofmann Anfang des 20. Jahrhunderts die Vorgängerbauten in ihrer Funktion ab.
In der bürgerlichen Bebauung herrschen bis heute Fachwerkhäuser aus der Wiederaufbauphase nach dem Dreißigjährigen Krieg, also des 17. und überwiegend 18. Jahrhunderts vor. Gut erhaltene und repräsentative Straßenbilder, auch durch die intensivierte Freilegung von verputzten Fachwerkbauten in den letzten Jahrzehnten, sind beispielsweise in der Apfel-, der Born-, der Burg- und der Wilhelmstraße zu finden. Als Einzelbauten sind vor allem die gut erhaltenen Hofanlagen Hauptstraße 29/31 sowie 56 nennenswert.
Der Sprudelhof gilt zusammen mit der Trinkkuranlage und den zugehörigen technischen Gebäuden als ein hervorragendes Beispiel des Jugendstils und ist ein bedeutendes Ensemble der Kurarchitektur Mitteleuropas. Bei der künstlerischen Ausgestaltung der Nauheimer Bade- und Kuranlagen wirkten mehrere Künstler der Darmstädter Künstlerkolonie mit: u. a. Albin Müller, Friedrich Wilhelm Kleukens, Heinrich Jobst und Ernst Riegel. Wegen seines einzigartigen und relativ gut erhaltenen Ensembles von Jugendstil-Bauten ist Bad Nauheim Mitglied im Réseau Art Nouveau Network, in dem Städte zum europäischen Jugendstil-Netzwerk zusammengeschlossen sind.
Am Goldstein steht das 1905 errichtete Fernheizwerk, ein Beispiel für den Jugendstil in technischen Bauten.

### Freizeit und Sport

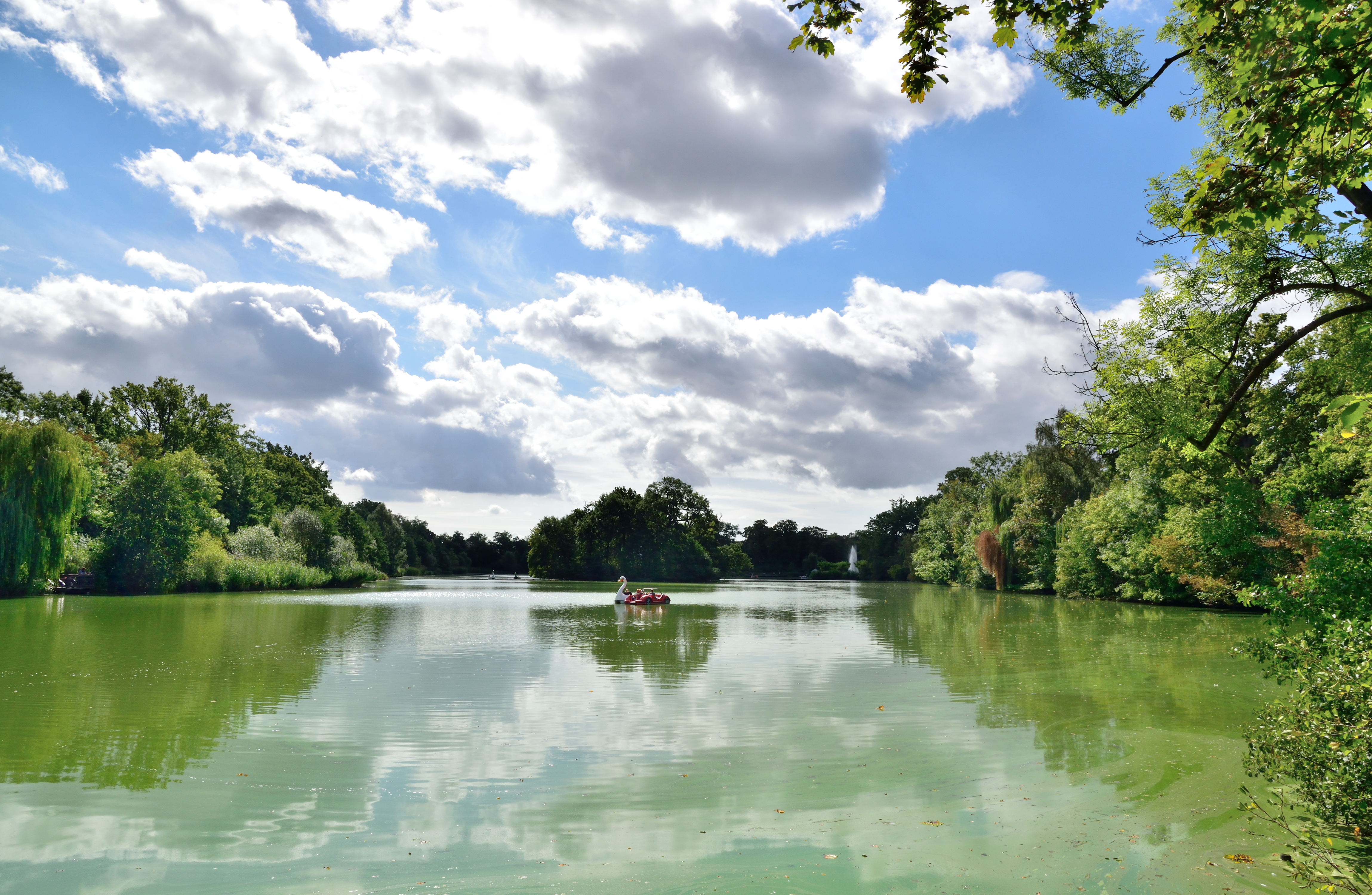
Großer Teich im historischen Kurpark

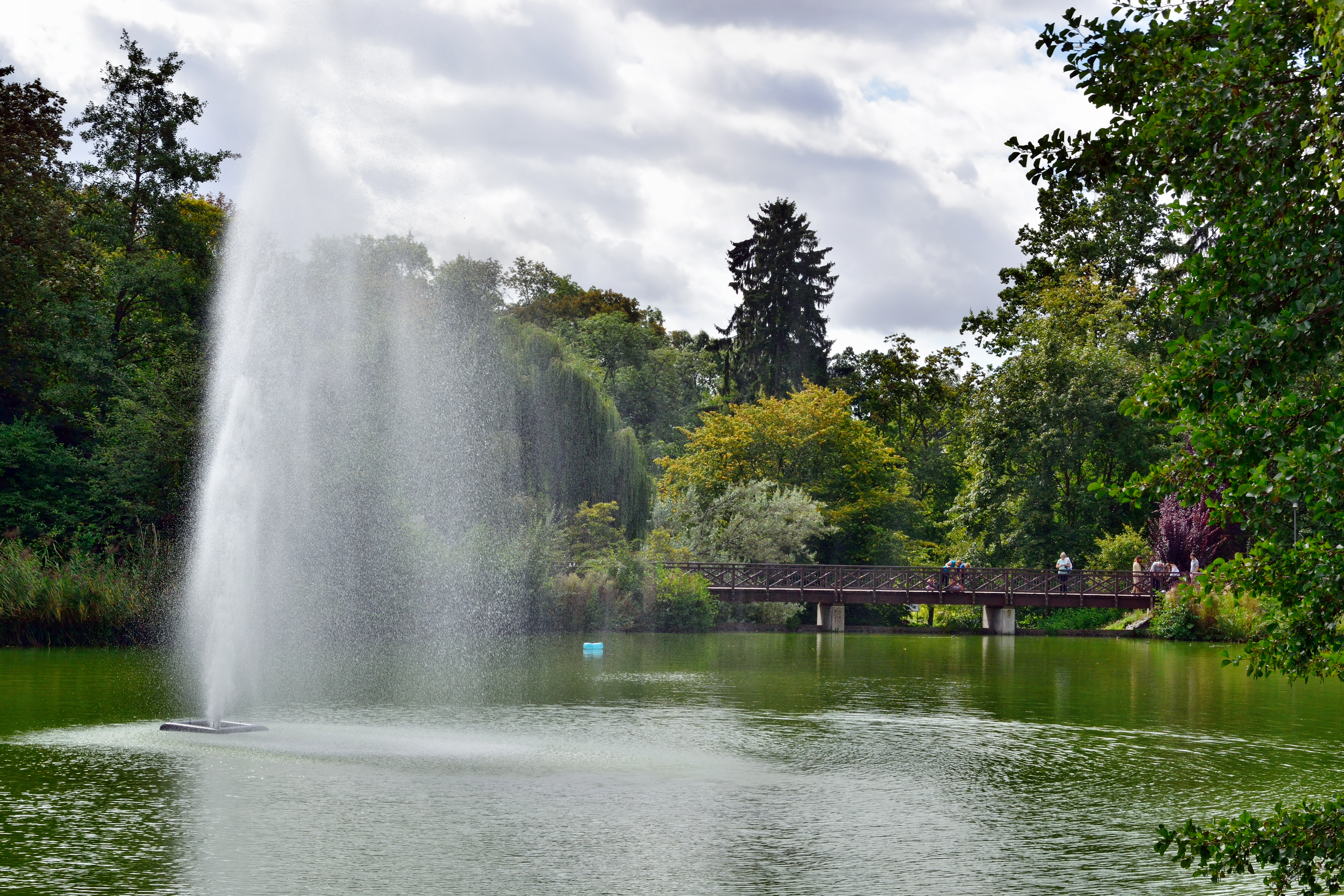
Fontäne und Brücke im historischen Kurpark

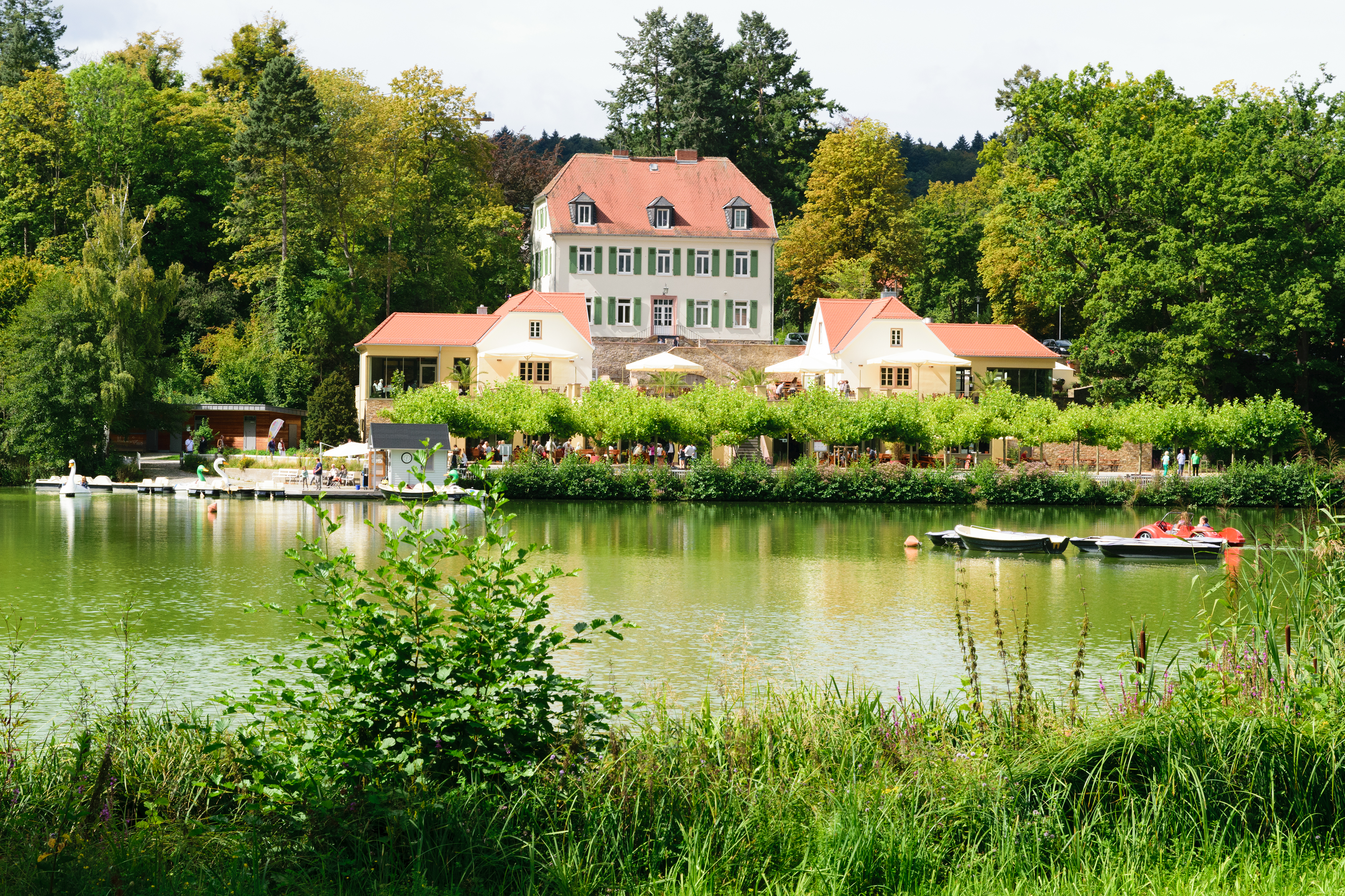
Teichhaus im historischen Kurpark

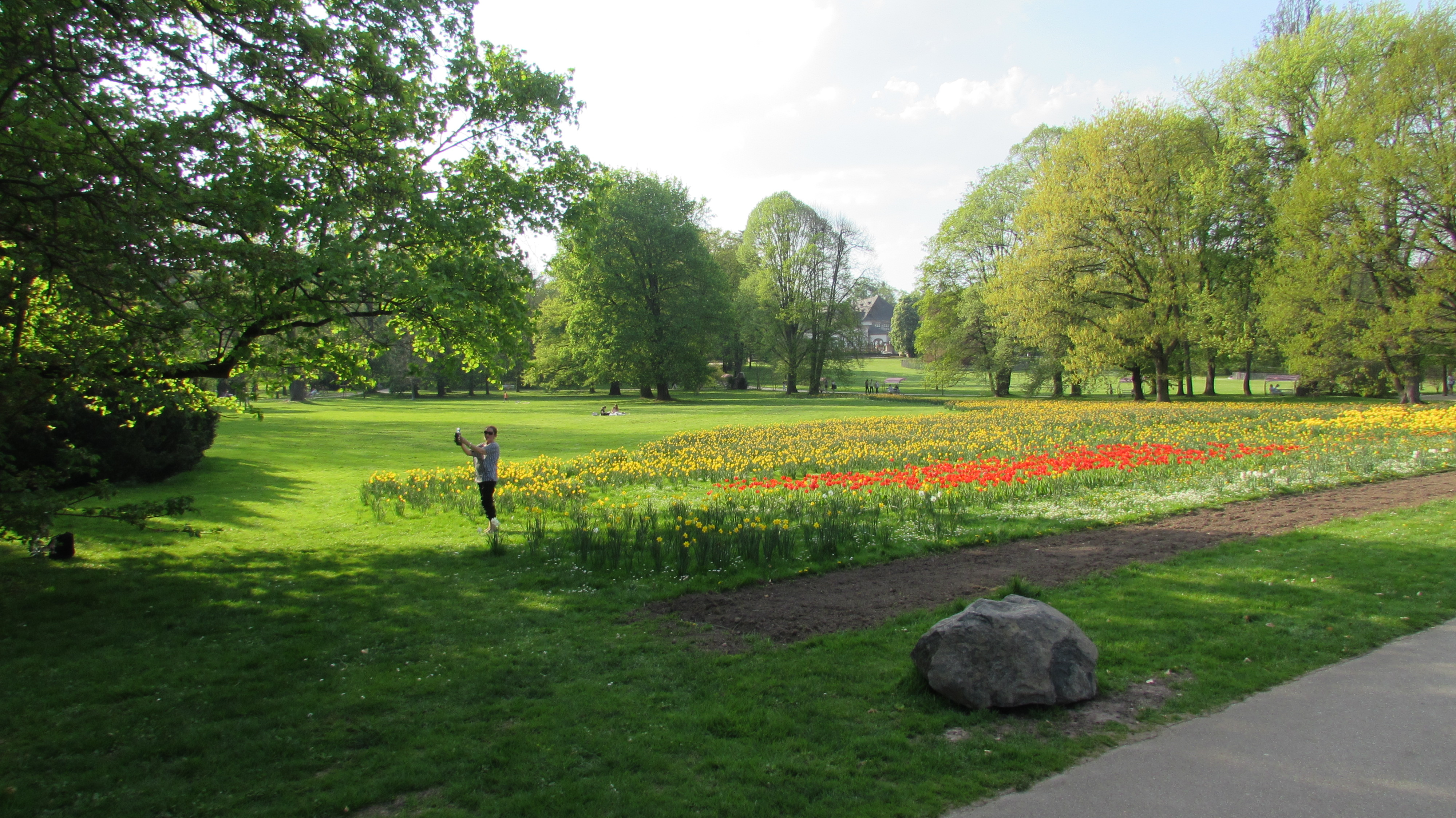
Der Park im Frühling (April 2018)

Ein beliebtes innerstädtisches Erholungsareal ist der historische Kurpark mit seinem alten Baumbestand und dem Großen Teich, einem im 18. Jahrhundert als Wasserreservoir angelegten kleinen Stausee, auf dem im Sommer Bootsfahrten angeboten werden und alljährlich die traditionelle Großherzog-Ernst-Ludwig-Ruderregatta stattfindet. Im Park befindet sich der heute von einer internationalen Hotelkette als Luxusherberge betriebene Gebäudekomplex des Kurhauses mit seiner repräsentativen Freitreppe und dem prachtvoll ausgestatteten Jugendstil-Kurtheater.
Am Eingang aus Richtung der stadtnahen Kolonnaden liegt im Kurpark das Gelände des traditionellen Tennisclubs Rot-Weiss Bad Nauheim e. V. mit sechs Rotsand-Außenplätzen.
An den Kurpark grenzt der Golfplatz des Golfclubs Bad Nauheim. Das vor mehr als 100 Jahren angelegte Gelände zählt zu den ältesten erhaltenen deutschen Golfplätzen; sein um 1900 im englischen Kolonialstil aus Holz erbautes weißes Clubhaus mit pittoresken Türmchen und Arkaden gilt als eines der Wahrzeichen der Stadt. Die Gradierwerke und die Heilquelle Ludwigsbrunnen, ein stark kohlensäurehaltiger Säuerling, sind frei zugänglich.
Neben dem Kurpark verfügt die Stadt über zwei weitere große Parkanlagen: der modern gestaltete Südpark wird insbesondere von den Patienten der umliegenden Kliniken und Sanatorien zu erholsamen Spaziergängen genutzt. Der außerhalb der Innenstadt gelegene Goldsteinpark mit seinem historischen, einem römischen Limes-Wachturm nachempfundenen Aussichtsturm wurde als Veranstaltungsgelände für die Hessische Landesgartenschau 2010 neu konzipiert.
Gemeinsam mit der Nachbarstadt Friedberg wird ein zwischen beiden Gemeinden in der Talaue der Usa gelegenes großes Freizeitbad betrieben. Das Anfang der 80er Jahre errichtete Usa-Wellenbad verfügt über einen Hallenkomplex mit 50-m-Wellenbecken, Kinderbecken, Badebrunnen, „Black Hole“-Wasserrutschbahn und großem Wellness-Bereich nebst Restaurant. In den Sommermonaten wird zusätzlich ein Freibad mit drei Becken und großer Liegewiese geöffnet.
Als Thermalbad mit Bad Nauheimer Sole bestand von 1972 bis 2015 die Therme am Park. Nachdem sie aus Altersgründen geschlossen und abgerissen worden war, wurde 2021 an derselben Stelle der Grundstein für einen Neubau gelegt. Im Dezember 2023 eröffnete die Sprudelhof-Therme. Sie schließt direkt an das historische Sprudelhof-Areal an und nutzt den Waitz’schen Turm als Teil des Wellnessbereichs. Auch das historische Badehaus 2 wird integriert und umgebaut.
Das Colonel-Knight-Eisstadion, Spielstätte des überregional bekannten DEL2-Eishockeyclubs EC Bad Nauheim, wurde im Winter 1945/46 auf Weisung des lokalen Befehlshabers der amerikanischen Besatzungsstreitmacht mitten im Stadtgebiet am Rande des Kurparks erbaut. Im Sommer fanden dort die Bundesligaspiele der Inlinehockeymannschaft der Bad Nauheim Grizzlys statt, welche den Spielbetrieb 2010 eingestellt haben. Aktuell trainieren dort im Sommer nur noch Amateurteams wie die Black Devils Bad Nauheim und der eigene Nachwuchs. Das Stadion wurde in den letzten Jahren immer wieder modernisiert, so wurde 2010/11 das Dach und die Beleuchtung komplett erneuert. 2011 wurde weiterhin die Außenfassade erneuert und der Eishockey-Profiverein nimmt selbstständige Erneuerungen, wie z. B. an den Kabinen und der Gastronomie, vor. So soll das Stadion auch langfristig als Standort gesichert werden. Pläne für einen Neubau wurden in der Vergangenheit mehrfach verworfen, sind aber immer noch in der Diskussion.
Westlich grenzt die Stadt an ein großes Waldgebiet, das von einem dichten Wanderwegenetz durchzogen ist. Dort befindet sich auch das Areal des Bad Nauheimer Waldstadions, das während der Fußball-Weltmeisterschaft 2006 von der saudi-arabischen Nationalmannschaft als Trainingsgelände genutzt wurde. An den bewaldeten Hängen des Johannisbergs begegnet der Spaziergänger den Spuren der Bad Nauheimer Vor- und Frühgeschichte. Von der Terrasse des auf dem Gipfelplateau gelegenen Restaurants bietet sich dem Betrachter eine großartige Aussicht auf die Stadt und die östliche Wetterau. Auf dem Hang unterhalb wird seit dem Jahr 1999 auf einer Fläche von ca. 3000 m² wieder Wein angebaut. Diese Fläche wird vom Freundeskreis Weinanbau Bad Nauheim gepflegt, der damit die jahrhundertealte Tradition des Weinanbaus an dieser Stelle wieder aufgegriffen hat.
Bad Nauheim verfügt über eine im Vergleich mit anderen Städten im Wetteraukreis hohe Anzahl von Kneipen und Restaurants, eine Einrichtung kommt auf 200 Einwohner. Durch die hohe Dichte an Kneipen im Bereich des Marktplatzes kommt es dort wiederholt zu Gewaltexzessen. Infolge von Straftaten wie Körperverletzungen, Diebstahl und Gewalt gegen Polizisten wurde 2018 im Umfeld des Marktplatzes eine Videoüberwachung eingerichtet.
Ein Freizeit- und Kulturprogramm für Kinder und Jugendliche wird im Kinder- und Jugendhaus Alte Feuerwache geboten. Die vorherige Einrichtung wurde vom Anfang der 80er Jahre bis 2006 im Rahmen eines Selbstverwaltungsmodells betrieben. Nachdem die Verträge zum Ende des Jahres 2006 gekündigt worden waren, kam es zu Ausschreitungen, in deren Verlauf durch autonome Gruppen zahlreiche Sachbeschädigungen begangen wurden.
Seit 2018 ist Bad Nauheim Austragungsort der Finalrunde der Deutschen Mannschaftsmeisterschaft im Brettspiel.

### Natur

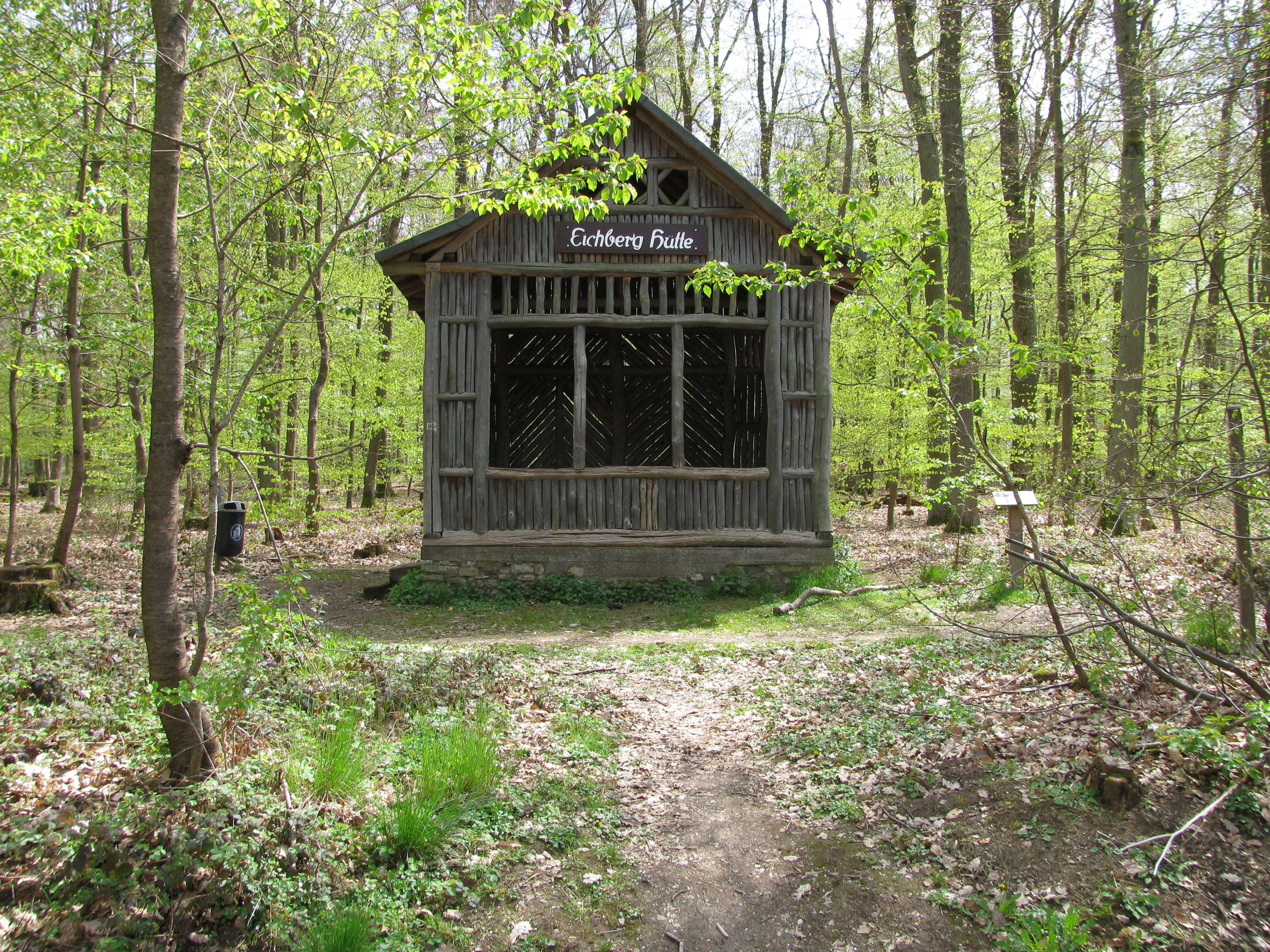
Eine der Schutzhütten im Stadtwald

Bad Nauheim und seine Stadtteile werden den naturräumlichen Einheiten Butzbacher Becken und Münzenberger Rücken im Rhein-Main-Tiefland zugeschrieben. Der Eich- und der Johannisberg bilden den Nauheimer Taunussporn. In den Randlagen der jeweiligen Stadtteile erstrecken sich die Naturschutzgebiete Breitwiese bei Steinfurth und Oppershofen, Kiesgrube Laukertsberg bei Nieder-Mörlen und Salzwiesen von Wisselsheim. Auch das Landschaftsschutzgebiet Auenverbund Wetterau streift im Verlauf des Flusses Wetter Teile von Bad Nauheim.
Der Bad Nauheimer Stadtwald befindet sich zu großen Teilen auf dem Eich- und dem Johannisberg und schließt die Skiwiese, eine große abfallende Wiesenfläche, ein. Die denkmalgeschützten Waldanlagen erstrecken sich vom Gelände des Golfclubs am Frauenwald im Norden bis zu den Waldteichen im Süden der Stadt. Das Areal ist geprägt von einem Wanderwegnetz mit einer Vielzahl von Schutzhütten.
2003 formierte sich eine Bürgerinitiative und sammelte 3300 Unterschriften gegen Bestrebungen, die Skiwiese als Erweiterungsfläche für den Golfplatz zu benutzen. Bei einem Bürgerbegehren im Jahr 2004 stimmten 78 Prozent für die Erhaltung des Naherholungsgebiets. Im Dezember 2023 wurde eine 34 ha große Fläche des Stadtwalds als Heilwald zertifiziert. Er ist damit der erste Heilwald in Hessen.

### Museen
Von 1977 bis 1997 befand sich im Teichhauschlösschen ein Salzmuseum. Derzeit informiert der neben dem Gradierwerk gelegene Keltenpavillon über die Geschichte der Salzgewinnung in Bad Nauheim.
Seit 2021 präsentiert das Jugendstilforum im Badehaus 3 des Sprudelhofs Jugendstilobjekte und die Geschichte der Bad Nauheimer Badekultur.
Der Stadtteil Steinfurth beherbergt das Rosenmuseum.

## Wirtschaft und Infrastruktur

### Verkehr

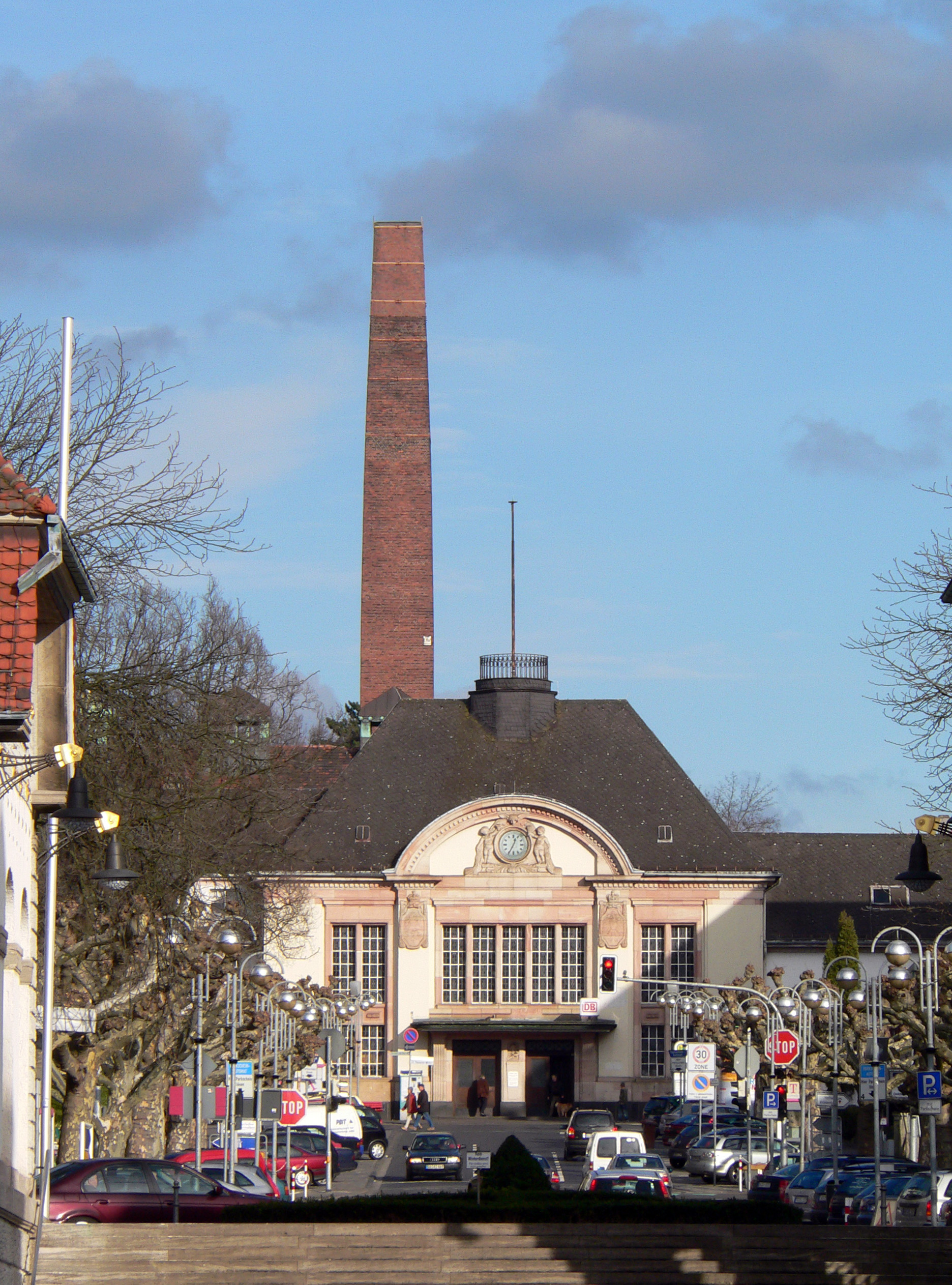
Empfangsgebäude des Bahnhofs Bad Nauheim, Straßenseite. Im Hintergrund der Schornstein der Großwäscherei. (März 2007)

#### Straße
Bad Nauheim hat eine eigene Anschlussstelle an der A 5, der Ortsteil Nieder-Mörlen ist über die Anschlussstelle Ober-Mörlen erreichbar. Um Bad Nauheim führen als Umgehung gemeinsam die Bundesstraßen 3 und 275.
In Bad Nauheim verkehren vier Stadtbuslinien (FB-11, 12, 14, 15), die sämtliche Stadtteile bedienen. Sie werden von der Stroh Bus Verkehrs GmbH im Auftrag der Stadtwerke Bad Nauheim betrieben. Weitere Verbindungen, insbesondere nach Friedberg und Butzbach, werden durch verschiedene Buslinien der VGO Verkehrsgesellschaft Oberhessen mbH hergestellt.

#### Eisenbahn
Der Bahnhof Bad Nauheim liegt an der Main-Weser-Bahn sowie an der Butzbach-Licher Eisenbahn (Bad Nauheim Nord), die nur noch im Museumsbetrieb befahren wird.

#### Flugverkehr
In der Nachbargemeinde Ober-Mörlen liegt der Flugplatz Ober-Mörlen, auf dem Segelflugzeuge, Motorflugzeuge und Hubschrauber nach vorheriger Genehmigung starten und landen dürfen. Auf dem Flugplatz ist der Aeroclub Bad Nauheim e. V. zu Hause.

### Bildung
Die Stadt Bad Nauheim verfügt über ein breites Angebot an Schulen und Bildungseinrichtungen.
- Akademie für Ärztliche Fort- und Weiterbildung der Landesärztekammer Hessen
- Freie Waldorfschule Wetterau
- Ernst-Ludwig-Schule Bad Nauheim (Gymnasium)
- Sankt-Lioba-Schule (staatlich anerkanntes Gymnasium)
- Stadtschule an der Wilhelmskirche (Grundschule)
- Sophie-Scholl-Schule Wetterau (integrative Grundschule)
- Solgrabenschule (Mittelstufenschule des Wetteraukreises mit Ganztagsangebot)
- Berufliche Schulen am Gradierwerk (Zusammenschluss der ehemaligen Kaufmännische Berufsschule des Wetteraukreises und der ehemaligen Wingertschule)[66]
- Carl-Oelemann-Schule
- Fortbildungszentrum der Landesärztekammer Hessen
- Max-Planck-Institut für Herz- und Lungenforschung

Die Stadt ist weiterhin Korporativ Förderndes Mitglied der Max-Planck-Gesellschaft.

## Persönlichkeiten

### Ehrenbürger
Die Stadt Bad Nauheim hat seit der ersten Verleihung 1871 folgende Persönlichkeiten mit der Ehrenbürgerwürde geehrt:
- 1871: Heinrich Siesmayer (1817–1900), Kunstgärtner, Schöpfer des Kurparks.
- 1872: Friedrich Wilhelm Beneke (1824–1882), Erster Brunnenarzt und Geheimer Medizinalrat.
- 1875: Christian Friedrich Gleim (1806–1879), Großherzoglicher Polizeirat.
- 1884: Friedrich Bode (1811–1899), Erster Arzt und Geheimer Medizinalrat.[70]
- 1898: Otto Weiß (1823–1901), Salineninspektor, Geheimer Bergrat und Badedirektor.
- 1900: Richard Lepsius (1851–1915), Geheimer Oberbergrat, leitete die Erbohrung des Ernst-Ludwig-Sprudels.
- 1920: Isidor Maximilian Groedel (1850–1921), Geheimer Medizinalrat, Gründer des Sanatorium Groedel, einem Vorläufer des Kerckhoff-Institut.[71]
- 1923: Frances Theodora Konitzky (1859–1940), Mäzenin und Stifterin eines Kurhospitals für Minderbemittelte, des Konitzky-Stifts.
- 1929: Louise Kerckhoff (1860–1946), Stifterin der William G. Kerckhoff-Stiftung.
- 1933: Paul von Beneckendorff und von Hindenburg, ohne lokalen Bezug.
- 1938: Franz Kissel (1860–1945), Oberbademeister, Beigeordneter der Stadt und Heimatforscher.
- 1959: Arthur Weber (1879–1975), Nestor der Herzforschung und Kerckhoff-Institutsleiter.
- 2007: Wolfgang Schaper (* 1934), Kardiologe und Direktor des Max-Planck-Instituts in Bad Nauheim[72]
- 2014: Monik Mlynarski (1923–2016), Holocaust-Überlebender und langjähriger Vorsitzender der Jüdischen Gemeinde Bad Nauheim[73]
- 2018: Manuela Schmid, Unternehmerin und Mäzenin karitativer Projekte.[74]

1979 veranlasste die Stadtverordnetenversammlung in einer Sitzung einvernehmlich, die Namen Adolf Hitler und Ferdinand Werner von der Liste der Ehrenbürgerwürde Bad Nauheims zu entfernen. Sie hatten, wie in vielen anderen Orten, die Ehrenbürgerwürde im April 1933 gemeinsam mit Hindenburg erhalten.

### Söhne und Töchter der Stadt
- Johann Wilhelm Langsdorf (1745–1827), Salinen-Experte
- Karl Christian von Langsdorf (1757–1834), Mathematiker, Geologe, Naturforscher und Techniker
- Johannes Carl (1806–1887), evangelischer Theologe und Dichter
- Alexander Riess (1812–1868), Politiker
- Wilhelm Aletter (1867–1934), Musiker, Komponist, Verleger und Erfinder
- Heinrich Ströbel (1869–1944), Politiker und Publizist
- Svend Noldan (1893–1978), Maler und Regisseur
- Heinrich Burk (1914–2011), Schriftsteller
- Ludwig Genzel (1922–2003), Physiker, Pionier der Infrarotphysik
- Jürgen Ponto (1923–1977), Manager
- Erwin Lang (1924–2020), Pädagoge und Politiker
- Hans-Günther Simon (1925–1991), Althistoriker und Archäologe
- Hermann Goepfert (1926–1982), Künstler
- Karlheinz Seeger (1927–2008), Physiker, Mitglied der Österreichische Akademie der Wissenschaften
- Fritz-Rudolf Herrmann (1936–2024), Prähistoriker und Archäologe
- Johannes Peter Hölzinger (* 1936), Architekt
- Klaus Wirtgen (1938–2010), Journalist
- Gerhard Engel (1939–2010), Jurist und Politiker
- Gertrud Wartenberg (* 1942), Präsidentin des Deutschen Frauenrings und der European Women’s Lobby
- Christof Kohlhöfer (* 1942), Maler, Fotograf und Videokünstler
- Dagmar Hank (* 1944), Schauspielerin
- Holger Geschwindner (* 1945), Basketballspieler
- Rainer Philipp (* 1950), Eishockeyspieler
- Knut Fleckenstein (* 1953), Politiker, Mitglied des Europäischen Parlaments
- Eckhard Frick (* 1955), approbierter Arzt, Psychiater, Psychoanalytiker, Psychodramatiker, Hochschullehrer und Jesuitenpater
- Karin Kraus (* 1956), Sozialwissenschaftlerin
- Holger Balodis (* 1960), Journalist und Autor
- Wolfgang Michel (* 1960), Dirigent
- Klaus Hentschel (* 1961), Physiker und Wissenschaftshistoriker
- Caroline Link (* 1964), Regisseurin
- Ralf Philipp (1966–1985), Eishockeyspieler
- Monika Stoll (* 1966), Biologin und Hochschullehrerin
- Andreas Maier (* 1967), Schriftsteller
- Bernd Steidl (* 1967), Provinzialrömischer Archäologe
- Pascal FEOS, bürgerlich: Pascal Dardoufas (1968–2020), Discjockey und Musikproduzent
- Tanja Jost (* 1974), deutsche Politikerin (CDU)
- Eva-Katrin Hermann (* 1979), Schauspielerin
- Sina-Valeska Jung (* 1979), Schauspielerin
- Astrid Schult (* 1979), Autorin und Regisseurin
- Tim Taylor, bürgerlich: Tim Krauß (* 1981), Hip-Hop-Interpret
- Andreas Fuchs (* 1982), Wirtschaftswissenschaftler, Hochschullehrer
- Jasmin Moghbeli (* 1983), Astronautin
- Jan Barta (* 1985), Eishockeyspieler
- Rémi Martin Lenz (* 1985), Artist
- Frauke Rostalski (* 1985), Rechtswissenschaftlerin, Hochschullehrerin
- Erik Pipp (* 1987), Eishockeyspieler
- Markus Hausmann (* 1988), Mathematiker
- Tufan Tosunoglu (* 1988), Fußballspieler
- Marvin Ulrich (* 1990), Radiomoderator
- Andre Steyer (* 1992), Schlagersänger
- Julian Dudda (* 1993), Fußballspieler
- Julian Napravnik (* 1997), Eishockeyspieler
- Leonard Zink (* 2000), Handballspieler
- Paul Nebel (* 2002), Fußballspieler

### Persönlichkeiten, die am Ort gewirkt haben
in alphabetischer Reihenfolge

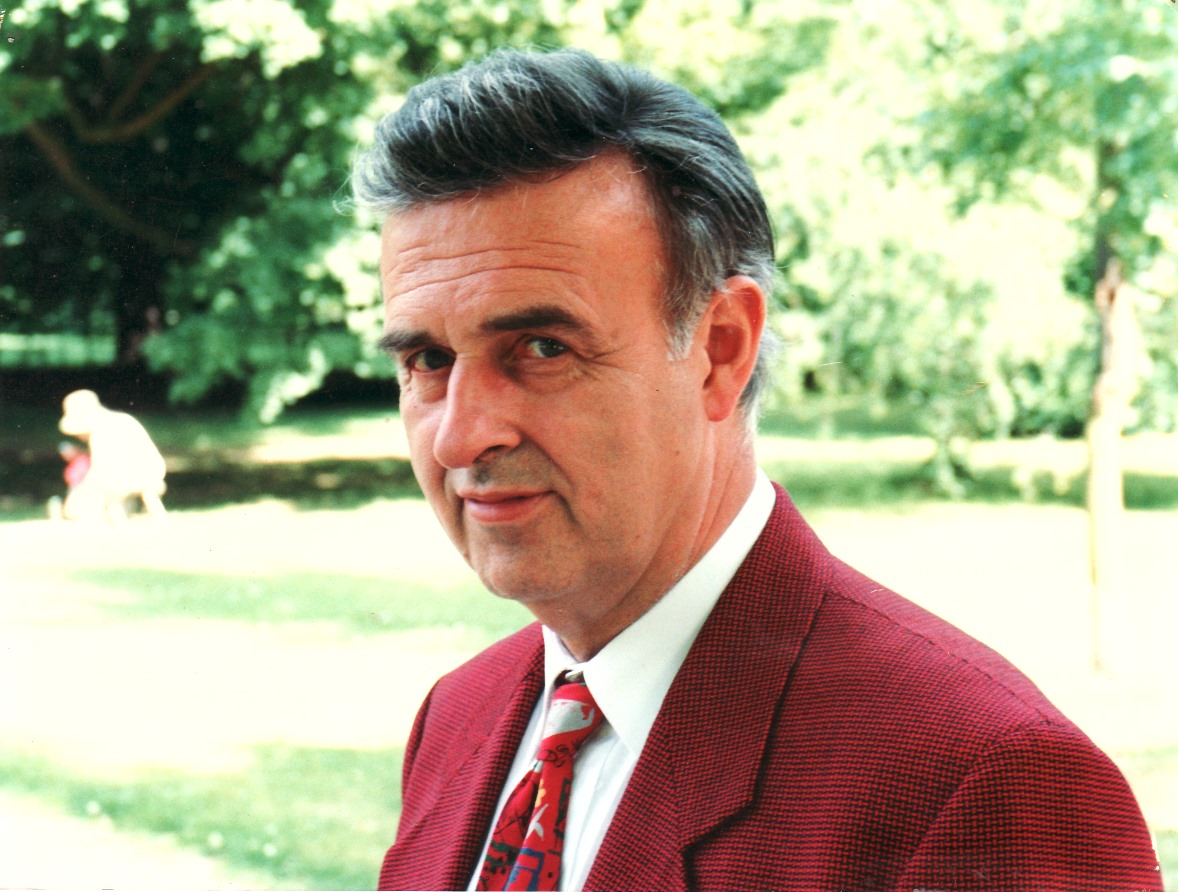
Klaus Neuhöfer

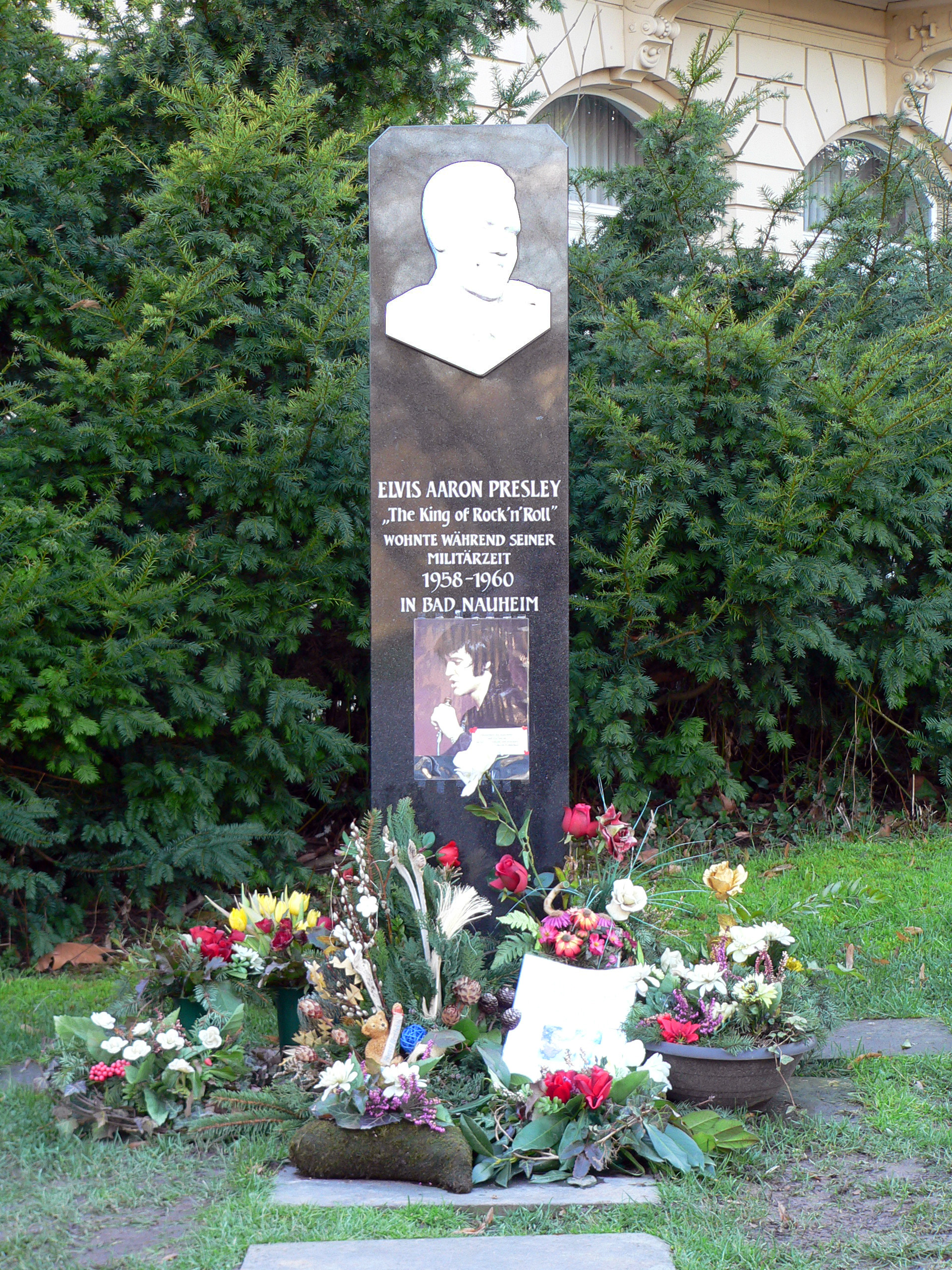
Elvis-Presley-Denkmal in Bad Nauheim

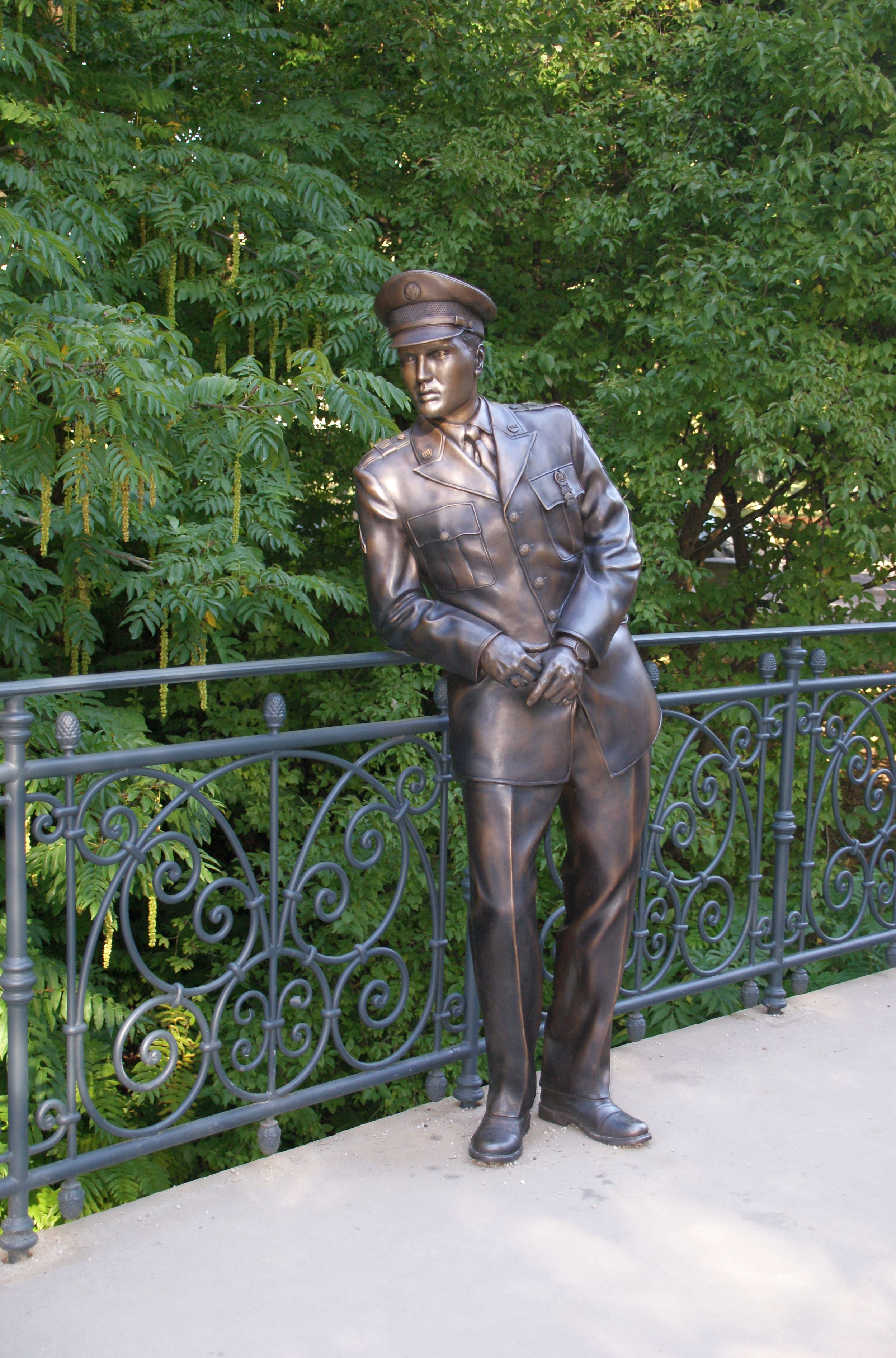
Elvis-Presley-Statue

- Franz Ludwig von Cancrin (1738–1816), erbaute in Bad Nauheim zweistöckige, überdachte Gradierbauten, auch das Salzamtsgebäude entstammt seinem Entwurf
- Werner Flach (1936–2023), hauptamtlicher Stadtrat in Bad Nauheim
- Fritz Geißler (1903–1960), Bürgermeister von Bad Nauheim (FDP) vom 1. Juli 1954 bis zum 13. Juni 1960
- Edmund Kanoldt (1845–1904), deutscher Maler, starb in Bad Nauheim
- Heiko Laux, Musiker und DJ aus Bad Nauheim
- Alexei Petrowitsch Malzew (1854–1915), russischer orthodoxer Erzpriester und Theologe, war zwischen 1901 und 1910 mehrmals in Bad Nauheim
- Alfred Martin (Mediziner) (1874–1939), deutscher Arzt und Heimatforscher; lebte und wirkte ab 1908 in Bad Nauheim; Alfred-Martin-Straße seit 1966
- Willy Naue, Musikdirektor (1891–1975), ab 1915 Kapellmeister und Konzertmeister im Windersteinorchester Bad Nauheim; 1926–1975 Dirigent des Staatl. Kurorchesters Bad Nauheim. 1959 Verleihung Bundesverdienstkreuz am Bande von Theodor Heuss.
- Klaus Neuhöfer (* 1940), Denkmalschützer; Vorsitzender des Fördervereins der Kurstadt Bad Nauheim e. V. und bekannt als „Retter der Gradierbauten“
- Carl Oelemann, (1886–1960) Arzt und Ärztefunktionär, wirkte und verstarb in Bad Nauheim.
- Heinrich Oraeus (1584–1646), Theologe, Schriftsteller, 1617–1639 Pfarrer in Nauheim. Wechselte von hier nach Hanau, wo er 1639–1646 leitender Geistlicher der Grafschaft Hanau-Münzenberg wurde.
- James Peace (* 1963), Komponist wohnte 1991–2009 in Bad Nauheim.
- Elvis Presley (1935–1977), Sänger und Musiker, war während seines Militärdienstes vom 1. Oktober 1958 bis 2. März 1960 im benachbarten Friedberg stationiert. Er wohnte während dieser Zeit zunächst im mittlerweile abgerissenen Hilberts Parkhotel, dann im Hotel Villa Grunewald und in den letzten 12 Monaten in einem gemieteten Privathaus in der Goethestr. 14. Ein kleines Denkmal und ein nach ihm benannter Platz – angelegt vor dem Hotel Villa Grunewald und gegenüber vom Kurhaus – erinnern an ihn und diese Zeit. Siehe auch Elvis-Presley-Statue (Bad Nauheim)
- Vilhelms Purvītis (1872–1945), lettische Landschaftsmaler, starb in Bad Nauheim.
- Heinz Ritt (1918–2010), Heraldiker; von 1946 bis 1949 als Porzellanmaler in Bad Nauheim tätig
- Jakob Adolf Seitz (1898–1970), deutsch-argentinischer Schachmeister und Journalist, wohnte bis zu seinem Tod während einer Schweizreise in Bad Nauheim, Gedenkstein auf dem Bad Nauheimer Friedhof
- Hilda Stern Cohen (1924–1997), Lehrerin an der Jüdischen Bezirksschule Bad Nauheim bis 1941, Lyrikerin und Schriftstellerin; überlebte den Holocaust
- Jamshedji Tata (1839–1904), Gründer der indischen Unternehmensgruppe Tata, starb in Bad Nauheim.
- Joseph Todesco aus Savoyen (vor 1690–nach 1748), Universalgelehrter, führte in Nauheim 1716 die moderne und effektive Schwarzdorn-Gradierung ein
- Dieter Wedel (1942–2022), Regisseur und Drehbuchautor; in Bad Nauheim aufgewachsen
- Doron Wisotzky (* 1980), Drehbuchautor und Regisseur, Abitur in seiner Heimatstadt Bad Nauheim
- Steffi von Wolff (* 1966), Autorin und Journalistin; in Bad Nauheim aufgewachsen

### Berühmte Badegäste
- 1859 Otto von Bismarck

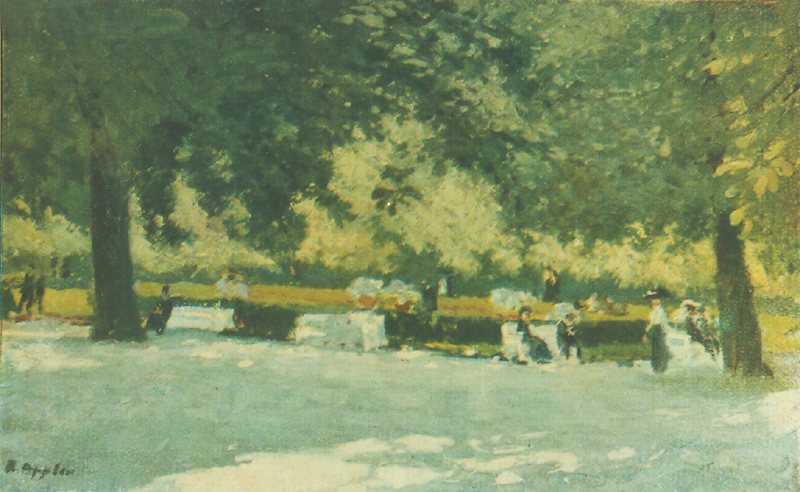
Gemälde Bad Nauheim von Ernst Oppler 1920, mutmaßlich während eines Kuraufenthaltes entstanden

- 1871 Kaiser Franz Joseph I. und Kaiserin Elisabeth von Österreich und das deutsche Kaiserpaar Wilhelm I. und Augusta.
- 1891 hielt sich der damals neunjährige spätere US-Präsident Franklin D. Roosevelt mit seinen Eltern für mehrere Monate in Bad Nauheim auf und besuchte für einige Zeit die öffentliche Volksschule, an deren Gebäude eine Gedenktafel auf den berühmten Schüler hinweist.[75]
- 16. Juli bis 29. August 1898: Erneuter Aufenthalt von Kaiserin Elisabeth von Österreich-Ungarn, kurz vor ihrer Ermordung in Genf.
- 1910 Zar Nikolaus II. und Zarin Alexandra Feodorowna (sie war eine Schwester des regierenden Großherzogs von Hessen) von Russland.
- Hans Albers
- Constantin Argetoianu
- Gerdt von Bassewitz
- August Bebel
- Alexander Alexandrowitsch Blok
- Zar Ferdinand I. von Bulgarien
- Marion Davies
- Albert Einstein
- Lillian Gish
- William Randolph Hearst
- Hu Hanmin[76]
- Erich Kästner
- Kong Xiangxi[77]
- Alfred Krupp
- Karl May
- Ernst Oppler
- Patrick Augustine Sheehan
- Richard Strauss
- Rabindranath Tagore
- Wang Chonghui: Chinesischer Ministerpräsident (1922). Wang Chonghui besuchte 1935 mit Hu Hanmin die Stadt.[78][79][80]